# Banda della Magliana

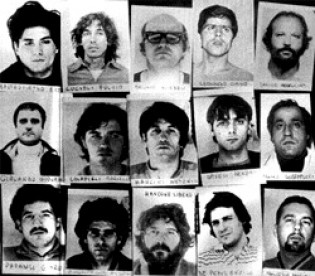
Alcuni membri della banda in una foto segnaletica di gruppo del 1980 con (da sinistra verso destra, dall'alto verso de il basso):
Enzo Mastropietro, Fulvio Lucioli, Roberto Frabetti, Claudio Sicilia, Danilo Abbruciati, Giovanni Girlando, Marcello Colafigli, Antonio Mancini, Renzo Danesi, Franco Giuseppucci, Giorgio Paradisi, Andrea Buonpadre, Libero Mancone, Enrico De Pedis, Sergio Virtù

La banda della Magliana è un'organizzazione criminale di stampo mafioso, nata ed operante principalmente a Roma e nel resto d'Italia, attiva tra la fine degli anni Settanta e il 1993. Il nome, attribuito dalla stampa dell'epoca, deriva dall'omonimo quartiere romano nel quale risiedevano alcuni dei fondatori e dei membri, sebbene altri fossero originari di altre zone della capitale; l'organizzazione si era infatti estesa su tutta la città, potendo contare sulla connivenza di malavitosi di alto livello.
Nata nella seconda metà degli anni Settanta, crocevia degli anni di piombo, la banda della Magliana fu la prima organizzazione criminale romana a unificare in senso operativo la frastagliata realtà della malavita locale, costituita fino ad allora da piccoli gruppi di criminali detti "batterie" o "paranze" dediti a crimini specifici, che imponeva ai propri membri un vincolo di esclusività, che vietava potessero dedicarsi a imprese criminali che non fossero concordate con gli altri, e di reciprocità, dividendo i proventi dei crimini in parti uguali anche fra i membri che non partecipavano (in romanesco: "stecca para pe' tutti").
Le attività criminali andavano dai sequestri di persona al controllo del gioco d'azzardo e delle scommesse ippiche, dalle rapine al traffico di droga; col tempo la banda estese la propria rete di contatti alle principali organizzazioni criminali italiane, da Cosa nostra alla camorra, nonché a esponenti della massoneria in Italia, oltre a numerose collaborazioni con elementi del terrorismo nero e della finanza.
La storia dell'organizzazione è fatta di legami mai del tutto chiariti con alcuni partiti politici e con servizi segreti quali SISMI e SISDE e con l'organizzazione Gladio e di coinvolgimenti in numerose vicende della storia italiana: il caso Moro, l'omicidio del giornalista Mino Pecorelli, i depistaggi nella strage di Bologna, l'omicidio del banchiere Roberto Calvi, le sparizioni di Mirella Gregori e di Emanuela Orlandi.

## La nascita

### Il contesto
(Ordinanza di rinvio a giudizio)
La struttura della malavita romana storicamente era sempre stata priva di un'organizzazione verticistica o piramidale, mantenendo costantemente nel tempo la dispersione dei suoi componenti in una moltitudine di piccoli gruppi da quattro o cinque membri al massimo, ognuno padrone del proprio territorio, le cui entrate finanziarie erano dovute a piccoli traffici, riciclaggio, gioco d'azzardo, sfruttamento della prostituzione, contrabbando di sigarette, furti e rapine.
Tale consuetudine cambiò solo all'inizio degli anni settanta quando, con l'avvento del clan dei marsigliesi di Albert Bergamelli, Maffeo Bellicini e Jacques Berenguer trasferitisi nella capitale per dare vita a un redditizio business dello spaccio di eroina e, soprattutto, dei sequestri di persona, si determinò un deciso cambiamento dei rapporti di forze all'interno della piccola e frammentata malavita capitolina che vide i Marsigliesi imporre la loro legge ed esercitare un certo controllo sul territorio, facendo fare così un notevole salto di qualità alla piccola delinquenza di borgata romana.
Nel 1976 gli arresti dei principali boss del clan francese sancirono la definitiva uscita dalla scena criminale romana dei Marsigliesi. Tale vuoto rese possibile l'avvento di piccoli boss romani che, fiutato l'affare, iniziarono a organizzarsi in alleanze (chiamate in gergo “paranze” o “batterie”, un nucleo di quattro o cinque elementi che si occupava di controllare la propria zona, nella quale era detenuto il potere esclusivo) coinvolgendo malavitosi provenienti dai vari quartieri capitolini come Trastevere, Testaccio, Ostiense e Magliana.
Fu questa la situazione nella quale Franco Giuseppucci, detto er Fornaretto e in seguito ribattezzato er Negro, un buttafuori di una sala corse di Ostia con molte conoscenze nell'ambiente della mala romana, doti di leadership e grande carisma, iniziò a compiere i primi piccoli reati e a comparire nei verbali della polizia. Vista la sua intraprendenza, considerato persona affidabile dai malavitosi più esperti, spesso e volentieri le varie batterie di rapinatori affidavano proprio a lui tramite una ragazza, Antonella Rossi, le loro armi, che Giuseppucci custodiva all'interno di una roulotte di sua proprietà parcheggiata al Gianicolo. Quando però, il 17 gennaio 1976, tale nascondiglio venne scoperto dai Carabinieri, Giuseppucci fu arrestato ma, grazie al vetro rotto della roulotte, in sede processuale venne a mancare il presupposto probatorio della sua consapevolezza che all'interno della roulotte fossero nascoste delle armi e la pena fu contenuta a qualche mese di detenzione.
(Interrogatorio di Maurizio Abbatino del 13 dicembre 1992)

### L'unione dellebatterie
Giuseppucci, una volta scarcerato, riprese la sua attività di "custode" per conto terzi, ma subì il furto del suo  Maggiolone Volkswagen, a bordo del quale si trovava una borsa piena di armi appartenente a Enrico De Pedis (detto Renatino, un passato da scippatore per poi passare, molto presto, alle rapine a capo di una batteria di malavitosi dell'Alberone). Giuseppucci, a seguito di alcune ricerche, venne a sapere che le armi erano entrate in possesso di Emilio Castelletti, un rapinatore che all'epoca operava in una batteria che aveva come punto di ritrovo un bar sito in via Gabriello Chiabrera, nel quartiere San Paolo, e capeggiata da Maurizio Abbatino (detto Crispino per i suoi capelli ricci e noto per il sangue freddo nelle rapine e per l'abilità come pilota di auto), e fu a questi che Giuseppucci si rivolse per reclamarne la restituzione.
(Interrogatorio di Maurizio Abbatino del 13 dicembre 1992)
Dall'incontro tra Giuseppucci, Abbatino e De Pedis nacque l'idea di abbandonare definitivamente sia il ruolo marginale al quale erano stati relegati in passato, che le divisioni di quartiere, allo scopo di unire le sorti e appropriarsi delle attività criminali capitoline. Quella che in un primo tempo nacque come una semplice "batteria", una volta presa coscienza della propria forza, si trasformò molto velocemente in una vera e propria "banda" per il controllo dei traffici illeciti romani che, da lì a poco, verrà conosciuta come Banda della Magliana.
(Interrogatorio di Maurizio Abbatino del 13 dicembre 1992)
Ognuno dei tre portò nella nuova banda, oltre che la propria esperienza nel crimine, le proprie conoscenze, nonché le armi da utilizzare nelle azioni, oltre a tutta una serie di fidati sodali e compagni di vecchie batterie che andarono così a formare le varie anime della Banda. Nei testaccini di Giuseppucci e De Pedis, batteria che si muoveva tra i quartieri di Trastevere e Testaccio, per esempio, operavano l'amico di sempre Raffaele Pernasetti detto er Palletta, Ettore Maragnoli e Danilo Abbruciati, mentre tramite Maurizio Abbatino, che invece faceva capo proprio alla zona della Magliana, arrivarono nel gruppo Giovanni Piconi, Renzo Danesi, Enzo Mastropietro, Emilio Castelletti e in seguito anche Marcello Colafigli, Giorgio Paradisi e Claudio Sicilia.

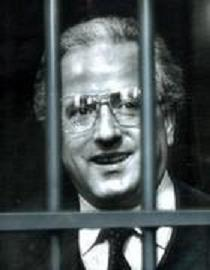
Il boss della Nuova Camorra Organizzata Raffaele Cutolo, con il quale Nicolino Selis mantenne i contatti per la fornitura di droga alla banda

A questi due gruppi se ne aggiunse poi un terzo, quello proveniente dalla zona di Ostia e Acilia capeggiato da Nicolino Selis, detto il Sardo, che già da qualche anno aveva subito varie detenzioni ed era già una figura di spicco nel panorama criminale della zona Sud della Capitale, vantando numerosi contatti con elementi di spicco della malavita organizzata e una stretta amicizia con il boss campano Raffaele Cutolo, fondatore della Nuova Camorra Organizzata, conosciuto durante la detenzione in carcere. Proprio tra le sbarre di Regina Coeli, dov'era recluso per tentato omicidio e furto nel 1975, assieme a un altro detenuto comune, Antonio Mancini (detto Accattone), Selis pensò di mettere in pratica per Roma lo stesso tipo di operazione che Cutolo stava realizzando a Napoli con la NCO. Un grande progetto criminale, un'organizzazione malavitosa ben strutturata per la gestione dello spaccio delle sostanze stupefacenti, con lo scopo ulteriore di escludere dal territorio infiltrazioni di altre bande di diversa provenienza e gettare così, dall'interno dell'istituto carcerario, le basi della trasformazione organizzativa della mala romana, cosa che poi effettivamente avvenne, una volta liberi, con quel "patto" che, assieme agli altri due gruppi criminali, diede forma alla banda.
(Interrogatorio di Antonio Mancini del 29 aprile 1994)
Diversi uomini della batteria di Selis furono naturalmente coinvolti in questo nuovo sodalizio, come per esempio suo cognato Antonio Leccese, Giuseppe Magliolo detto il Killer, Fulvio Lucioli (detto il Sorcio), Giovanni Girlando (il Roscio), Libero Mancone, i fratelli Giuseppe (il Tronco) e Vittorio Carnovale (detto il Coniglio) e Edoardo Toscano (Operaietto). Ognuno di loro riunirà le proprie conoscenze e, una volta usciti dal carcere, essi si uniranno ai testaccini e ai maglianesi per realizzare così il progetto criminale ideato dal "Sardo" per la conquista di Roma.
(Ricostruzione di Mancini.)

### Il sequestro Grazioli
Il debutto come banda vera e propria, che fino a quel momento aveva vissuto essenzialmente solo di rapine, fu il sequestro di Massimiliano Grazioli Lante Della Rovere.
(Interrogatorio di Maurizio Abbatino del 25 novembre 1992)
La sera del 7 novembre 1977, mentre lasciava la tenuta nei pressi di Settebagni a bordo della sua BMW 320, e ancora entro la sua proprietà, Massimiliano Grazioli Lante della Rovere venne bloccato su via della Marcigliana, a poco meno di 2 km dalla confluenza della via Salaria, da due auto: una Fiat 131 guidata da Maurizio Abbatino e un'Alfetta con al volante Renzo Danesi e sulle quali c'erano anche Giuseppucci, Paradisi, Piconi, Castelletti e Colafigli che, incappucciati, lo fecero scendere a forza per poi caricarlo a bordo di una delle auto e successivamente trasportarlo in diversi nascondigli provvisori. Inizialmente venne rinchiuso in un appartamento di Primavalle, poi trasferito in una località sull'Aurelia e infine nel napoletano.
A causa dell'inesperienza nel campo però la banda non riuscì a gestire al meglio il sequestro e dovette chiedere aiuto a un altro gruppo criminale, una piccola banda di Montespaccato. La prima telefonata di richiesta del riscatto arrivò alla famiglia Grazioli un'ora dopo il sequestro: "Preparate dieci miliardi". La banda era infatti a conoscenza delle disponibilità monetarie dei Grazioli che, oltre a qualche proprietà, come per esempio l'ampia tenuta di Settebagni, solo qualche tempo prima aveva venduto il quotidiano romano Il Messaggero. Nei giorni successivi le trattative continuarono frenetiche, con la famiglia che chiedeva continuamente prove sulle condizioni di salute del rapito. I rapitori inviarono loro una foto Polaroid nella quale l'ostaggio teneva in mano una copia del giornale fiorentino La Nazione acquistato appositamente in Toscana per depistare le indagini.
Le richieste dei sequestratori scesero poi di molto e, il 14 febbraio 1978, arrivò il messaggio che stabiliva il contatto finale per il pagamento. Il figlio dell'ostaggio, Giulio Grazioli, avrebbe dovuto far pubblicare, sul quotidiano romano Il Tempo, un annuncio di accettazione delle condizioni dei sequestratori: «Gambero rosso tutte le specialità marinare, pranzo a prezzo fisso, lire 1500 (a significare un miliardo e mezzo, ndr)». Il pagamento avvenne attraverso una modalità simile a quella di una caccia al tesoro e con tutta una serie di complesse segnalazioni e di messaggi lasciati nei vari punti di Roma, per evitare che la famiglia potesse essere seguita dalle forze dell'ordine. Alla fine di un lungo tragitto, Giulio Grazioli consegnò la borsa con il denaro lanciandola da un ponte dell'autostrada Roma-Civitavecchia dove, a raccoglierla c'erano Danesi, Piconi e Castelletti.
Il frutto del riscatto venne "steccato" in parti eguali tra i vari gruppi interni alla banda e poi riciclato in Svizzera tramite Salvatore Mirabella, un milanese della banda di Francis Turatello e inserito nel giro delle bische clandestine.
(Interrogatorio di Maurizio Abbatino del 25 novembre 1992)
La famiglia Grazioli attese a lungo e invano il promesso rilascio dell'ostaggio. Quello che non potevano allora sapere era che, durante la prigionia, era avvenuto un imprevisto decisivo: uno dei componenti di Montespaccato, infatti, si era fatto vedere in faccia dall'ostaggio e a causa di questo contrattempo l'ostaggio venne ucciso e il suo corpo mai fatto ritrovare.
(Interrogatorio di Maurizio Abbatino del 25 novembre 1992)
Nonostante le cose non si fossero svolte tutte come la banda le aveva previste, anche a causa della morte dell'ostaggio, il sequestro si rivelò un vero e proprio successo per il neonato gruppo. Aveva contribuito a cementare ulteriormente i rapporti al suo interno, confermando l'idea che unire le forze di più batterie non era solo possibile ma che avrebbe portato loro enormi e ulteriori vantaggi.

## La conquista del potere

### L'omicidio di Franco Nicolini e la collaborazione con Cutolo
(da Ragazzi di malavita di Giovanni Bianconi)
La ragione per la quale un gruppo così disomogeneo e numericamente modesto riuscì a raggiungere per la prima volta il pressoché totale controllo delle attività criminali in una metropoli come Roma è da ricercarsi essenzialmente nei metodi utilizzati e, primo tra tutti, quello degli omicidi. Tale pratica, mai troppo utilizzata in passato da parte della mala romana, venne utilizzata dalla banda al fine di estendere il suo controllo su tutta la città, attraverso la sistematica eliminazione fisica degli avversari, intendendo in questo modo ottenere il risultato ulteriore di intimorire chi avesse voluto interferire con i suoi progetti di crescita. Questa situazione di precario equilibrio generava nel sodalizio il timore che qualcuno dei vari boss potesse prendere il sopravvento rispetto agli altri, per cui esisteva la regola che ogni azione rilevante dovesse essere approvata dai vari gruppi.
Il debutto di fuoco fu l'uccisione di Franco Nicolini, detto Franchino er Criminale, all'epoca padrone assoluto di tutte le scommesse clandestine dell'ippodromo Tor di Valle e le cui attività illegali suscitarono ben presto l'interesse della nascente banda, anche se il motivo primario del suo omicidio fu da ricercarsi in un torto fatto subire a Nicolino Selis nel corso di un periodo di comune detenzione; questo avvenne nel 1974 quando, durante una rivolta dei detenuti, Nicolini si schierò dalla parte delle guardie carcerarie per ristabilire l'ordine e, agli insulti di Selis, rispose schiaffeggiandolo in pieno volto di fronte agli altri detenuti.
(Interrogatorio di Maurizio Abbatino dell'11 febbraio 1993)
La sera del 25 luglio del 1978, nel momento in cui la gente cominciava a defluire dall'ippodromo dopo l'ultima corsa, nel parcheggio antistante due auto attesero l'arrivo di Nicolini: Renzo Danesi e Maurizio Abbatino erano alla guida rispettivamente, di una Fiat 132 e di una Fiat 131, a bordo delle quali si trovavano Enzo Mastropietro, Giovanni Piconi, Edoardo Toscano, Marcello Colafigli e Nicolino Selis, mentre Franco Giuseppucci rimase in attesa all'interno dell'ippodromo, allo scopo di farsi notare dalla gente per costruirsi l'alibi; Nicolini, giunto nel parcheggio nei pressi della sua Mercedes grigia, venne avvicinato da Toscano e Piconi e freddato all'istante con nove colpi di pistola.
La decisione di uccidere Nicolini venne presa dalla banda anche in virtù del beneplacito, ottenuto dal capo della Nuova Camorra Organizzata, Raffaele Cutolo, il quale, appena evaso dall'ospedale psichiatrico di Aversa, nel febbraio del 1978 organizzò un incontro con Nicolino Selis allo scopo di trovare, tra i rispettivi gruppi, una strategia compatibile con gli obiettivi di entrambi, nominando così “il Sardo” suo luogotenente nella piazza romana.
All'incontro, che avvenne in un albergo di Fiuggi dove, secondo la deposizione del pentito Abbatino, Cutolo disponeva di un intero piano per sé e i propri guardaspalle, parteciparono anche Franco Giuseppucci, Marcello Colafigli e lo stesso Maurizio Abbatino, e questo segnò un momento decisivo nella storia della banda che, tra le sue varie attività, ebbe modo di attivare un canale preferenziale con i camorristi per la fornitura delle sostanze stupefacenti da distribuire poi nella capitale. Cutolo come primo favore chiese di far sparire una BMW 733 sporca di sangue che verrà portata allo sfascio da Giuseppucci e Danesi e nella quale il boss aveva ucciso due persone poi gettate in mare.
(Rivelazioni di Maurizio Abbatino)
L'eliminazione di Nicolini, oltreché a cementare i rapporti all'interno dei vari gruppi della Banda, si rivelò comunque una tappa fondamentale per la crescita della stessa che, da quel momento in avanti, ebbe via libera per poter gestire un'ottima fonte di guadagno.
Da quel momento, infatti, i rapporti di forza all'interno della malavita romana subirono un cambiamento definitivo che vide la banda in una posizione predominante e che perdurò negli anni successivi. L'ascesa degli uomini della Magliana, infatti, avvenne in modo molto rapido e in poco tempo, dalle semplici rapine, le attività criminali della stessa si spostarono verso reati più redditizi legati ai sequestri di persona, al controllo del gioco d'azzardo e delle scommesse ippiche, ai colpi ai caveau e soprattutto al traffico di sostanze stupefacenti. I vari componenti della banda, comunque, anche quando il loro potere crebbe fino ad assumere il controllo completo delle attività illecite cittadine, continuarono, nonostante le ricchezze acquisite e il conseguente salto di qualità nella scala sociale (da piccoli malavitosi di quartiere ad affaristi del crimine), a partecipare personalmente alle azioni, rimanendo sostanzialmente degli operai del crimine.
Il 27 agosto venne ucciso Sergio Carozzi, un commerciante di Ostia che aveva osato denunciare per estorsione Nicolino Selis, in quei giorni uscito dall'ospedale psichiatrico di Montelupo Fiorentino con un permesso premio; a crivellare di colpi Carozzi, secondo il pentito Maurizio Abbatino, fu Edoardo Toscano mentre suoi complici furono Marcello Colafigli, Fabrizio Selis (fratello di Nicolino), Renzo Danesi, Enzo Mastropietro e Libero Mancone.

### Il traffico di stupefacenti
L'organizzazione dello spaccio della droga e la sua diffusione capillare nelle varie zone della città avveniva attraverso una rete di spacciatori di medio livello, denominati cavalli, collegati a loro volta a piccoli spacciatori denominati formiche. Tale struttura venne spiegata da Antonio Mancini durante un interrogatorio: «Già nel 1978, c'eravamo estesi su tutta Roma. L'approvvigionamento della droga non era più un problema.»
Tutti gli spacciatori rispondevano, però, ad un referente della banda che si incaricava, dopo avere ricevuto la droga dai canali della criminalità organizzata o dall'estero, di distribuirla al livello inferiore e di ritirare i proventi della vendita della stessa, imponendo una sorta di monopolio della droga, attraverso il quale si controllava l'approvvigionamento e lo smercio su tutta Roma. «Battevamo la piazza, per imporre il nostro prodotto agli spacciatori» dichiarò poi il pentito Abbatino, interrogato il 25 novembre 1992 «promettendo e garantendo loro la protezione nei confronti dei precedenti fornitori. In altri termini, mettevamo la concorrenza nelle condizioni di non poter più operare, se non facendo capo a noi.»
Nell'interrogatorio reso il 23 maggio 1994, lo stesso Mancini, confermò questo modus operandi dell'organizzazione: «il sistema funzionava in questo modo: costituito il gruppo e avute le entrature per l'approvvigionamento della droga, si prendeva contatto con coloro i quali in qualche modo operavano nel settore; si faceva loro una proposta che non potevano rifiutare, di prendere la droga da o tramite noi, di tal che, accettando, entravano automaticamente a far parte del nostro gruppo. Nessuno si rifiutò mai di accedere alle nostre proposte, in quanto se fosse accaduto il riluttante era un uomo morto.»
Allo scopo di avere un controllo capillare del territorio si rese necessario una divisione dello stesso in varie zone presidiate dai vari gruppi della banda.
- La zona di Testaccio-Viale Marconi, quartier generale della banda, era di competenza di Danilo Abbruciati e Franco Giuseppucci e veniva gestita tramite l'apporto dei fratelli Francesco e Domenico Zumpano.
- Le zone di Trastevere, Torpignattara e Centocelle erano controllate da Enrico De Pedis, Raffaele Pernasetti, Ettore Maragnoli, Giorgio Paradisi, Fabiola Moretti e Angelo Cassani.
- Le zone della Magliana, del Trullo del Portuense e dell'Eur erano controllate da uomini di Maurizio Abbatino, quali Enzo Mastropietro, Roberto Giusti, Massimo Sabbatini, Renzo Danesi e Giovanni Piconi.
- La zona di Ostia era controllata da Nicolino Selis, che si avvaleva di uomini come Paolo Frau, Ottorino Addis, Antonio Leccese, Fulvio Lucioli e Giovanni Girlando.
- La zona di Acilia era controllata da Edoardo Toscano, Libero Mancone, i fratelli Giuseppe e Vittorio Carnovale e Roberto Frabetti.
- Le zone della Garbatella, Tor Marancia, Montagnola e San Paolo erano controllate da Claudio Sicilia, Gianfranco Sestili e Marcello Colafigli.
- Le zone di Montesacro, Val Melaina e San Basilio erano controllate da Antonio Mancini
- Infine, il Prenestino e Villa Gordiani dal Pantera Gianfranco Urbani e nelle zone del Tufello-Alberone la gestione era affidata a Roberto Fittirillo e ai tre fratelli Giordani (detti i Sandroni).

(Interrogatorio di Fabiola Moretti dell'8 giugno 1994)
La divisione in zone del territorio rifletteva in pieno la struttura costitutiva della banda che, nata dall'unione di diversi gruppi o batterie, responsabili ognuna della propria, a differenza di altre organizzazioni criminali quali la Camorra o Cosa Nostra, non presentava un'organizzazione piramidale vista l'assenza di un unico capo in grado di prendere decisioni vincolanti per le diverse zone.
(Interrogatorio di Maurizio Abbatino del 25 novembre 1992)
I proventi di questo traffico, così come quelli relativi al gioco d'azzardo, alla prostituzione, alle scommesse clandestine, al traffico di armi e di tutte le altre attività criminali in cui la banda era impegnata, oltre ad assicurare un adeguato livello di corruzione di periti, avvocati, personale sanitario e anche di alcuni esponenti delle forze dell'ordine, erano divisi sempre in parti uguali: tutti i membri ricevevano la cosiddetta stecca para, ossia una sorta di dividendo indipendente dal lavoro svolto in quel periodo, che anche i membri detenuti (e i familiari degli stessi) continuavano a ricevere assieme ad un'adeguata assistenza legale per evitare delazioni; questo insieme di regole era vincolante per gli appartenenti alla banda e l'inosservanza delle stesse portava a vendette e anche all'omicidio.

### Le coperture e i primi arresti per il sequestro Grazioli
Già con l'arresto di Franco [Giuseppucci, ndr] c'erano stati agganci con medici e direttori sanitari. Silvano Felicioni era un portantino dell'ospedale Sant'Eugenio che amava giocare e puntava parecchio. Oltre a procurarci i farmaci ci dava i nomi di medici compiacenti, che frequentavano bische e ippodromi. Erano tutti medici del San Camillo e del Sant'Eugenio, e molti lavoravano anche nelle carceri. Quando ero detenuto a Rebibbia arrivò un ispettore del ministero, un nome importante, che si interessò per farmi uscire in libertà provvisoria. Quel nome l'ho rivelato agli inquirenti all'inizio della mia collaborazione, ma non ho idea di che fine abbiano fatto quei verbali. Ci sono stati medici che con i nostri soldi si sono comprati case e apparecchiature per le loro cliniche private, e non sono stati condannati. A Regina Coeli c'era ancora più corruzione. Avevo trovato un oculista che riempiva le mie cartelle cliniche tutte le settimane. Scrisse che stavo perdendo progressivamente la vista pur di farmi ottenere la libertà provvisoria ... Altri due medici, i fratelli Scioscia, si fecero intestare un paio di lussuosi appartamenti in via di Vigna Murata.»
(Dichiarazioni di Maurizio Abbatino.)
Nel febbraio del 1979 una retata notturna portò in carcere, con l'accusa di sequestro di persona e riciclaggio, 29 persone tra cui Abbatino, Giuseppucci, Toscano, Mastropietro, Danesi e D'Ortenzi ma tutti nel giro di poco vennero rimessi in libertà. Giuseppucci era accusato anche del sequestro del gioielliere Roberto Giansanti, preso cinque mesi prima di Grazioli, per via della stessa macchina da scrivere utilizzata in entrambi i sequestri.
Solo con il pentimento di Abbatino si arriverà a una svolta per l'omicidio Grazioli con il processo del 1995.

### L'omicidio Giuseppucci e lo scontro col clan Proietti
(Retroscena di Antonio Mancini.)

L'omicidio di Franco Giuseppucci, riportato sul Messaggero il 14 settembre 1980

Il primo componente della Banda a cadere fu Franco Giuseppucci, ucciso a Piazza San Cosimato nel cuore del quartiere di Trastevere, il 13 settembre 1980, in un agguato orchestrato da parte di esponenti del clan rivale della famiglia Proietti, detti i Pesciaroli per via della loro attività commerciale all'interno del mercato ittico della capitale. Un gruppo criminale molto numeroso e che si avvaleva di consanguinei, fratelli, cugini e affini e molto vicino a quel Franco Nicolini, giustiziato dai componenti della Magliana per il controllo del giro di scommesse clandestine presso l'ippodromo di Tor di Valle.
Raggiunto da una pallottola al fianco mentre saliva a bordo della sua Renault 5, Giuseppucci riuscì comunque a mettere in moto l'autovettura e ad arrivare fino in ospedale morendo mentre i medici si apprestavano ad intervenire. La morte di Giuseppucci fu il pretesto per scatenare una sanguinosa guerra contro il clan rivale che segnò però anche un forte momento di aggregazione della banda. Gli scontri violenti e gli agguati tra i due gruppi si manifestarono ben presto con una serie impressionante di omicidi e tentativi di omicidio e con gravissime perdite riportate dai Proietti.
Il primo atto della vendetta nei confronti dei Proietti, relativamente all'uccisione di Franco Giuseppucci, fu un errore, uno scambio di persona da parte della Banda. La sera del 19 settembre 1980, Maurizio Abbatino, Paolo Frau, Edoardo Toscano e Marcello Colafigli, appostati davanti ad una villa tra Ostia e Castelfusano abitualmente frequentata da Enrico Proietti detto er Cane fecero fuoco contro una macchina a bordo della quale c'erano Pierluigi Parente, avvocato ventottenne e figlio di un industriale, e la sua fidanzata Nicoletta Marchesi, completamente estranei al clan Proietti.
(Interrogatorio di Maurizio Abbatino del 6 novembre 1992)
Il ragazzo fece in tempo a darsi alla fuga, mentre la sua fidanzata rimase gravemente ferita. Il pentito Abbatino farà anche il nome di Massimo Carminati come membro del commando di quella sera; il nero però durante un confronto in aula smentirà di essere stato presente poiché sarebbe stato ricoverato all'Ospedale militare Celio.
La rappresaglia continuò poi il 27 ottobre 1980 quando, Enrico Proietti detto er Cane, venne ferito in un agguato nei suoi confronti e riuscì a sfuggire ai suoi aggressori. Meno fortunati furono invece Orazio, figlio di Enrico, che morì di overdose dopo essere stato comunque ferito anche lui in un agguato della banda, il 31 ottobre 1980 e poi Fernando, detto il Pugile, giustiziato il 30 giugno del 1982.
L'episodio più significativo, però, avvenne la sera del 16 marzo 1981, quando Antonio Mancini e Marcello Colafigli intercettarono Maurizio Proietti detto il Pescetto e suo fratello Mario detto Palle D'oro, quest'ultimo già fortuitamente sfuggito ad un agguato qualche tempo prima. I due, in compagnia delle rispettive famiglie, facevano infatti rientro alle loro abitazioni site in via di Donna Olimpia nº152, nei pressi del quartiere Monteverde. Nel furibondo scontro a fuoco che ne seguì, Maurizio fu colpito a morte, mentre i due criminali della Magliana rimasero lievemente feriti e, nel tentativo di evitare l'arresto e di aprirsi un varco verso la fuga, iniziarono a sparare sulla polizia che a sua volta rispose al fuoco. I due killer feriti tentarono disperatamente la fuga, ma vennero quindi arrestati all'interno di un appartamento dello stabile nel quale si erano barricati. Maurizio Abbatino in sede processuale racconterà di essere stato presente sul posto insieme a Raffaele Pernasetti e Giorgio Paradisi in macchina e di essere andati via con l'arrivo della polizia; il pentito disse di essersi precostituito un alibi: insieme a Edoardo Toscano doveva risultare essere a casa di Alvaro Pompili a Filettino (Frosinone). Durante il confronto in aula Mancini, Colafigli e Pernasetti però smentirono Abbatino.
Ma la vendetta non si fermò ai soli consanguinei. Per motivi differenti, infatti, trovarono la morte anche Orazio Benedetti, collaboratore dei pesciaroli, e Raffaello Caruso, un piccolo spacciatore: il primo freddato da Edoardo Toscano (gli sparò un colpo alla testa con una pistola coperta da un impermeabile) in una sala giochi di via Rubicone, al quartiere Salario, il 23 gennaio 1981, reo di aver brindato alla notizia della morte di Giuseppucci; il secondo, invece, fatto trovare cadavere in una Giulietta il 22 gennaio 1983, dopo essere stato strangolato da Claudio Sicilia e pugnalato da Toscano, perché ritenuto responsabile della morte di Mariano Proietti (figlio di Enrico), ucciso il 14 dicembre 1982 e che doveva essere una vittima della Banda.
Come ebbe poi a rivelare il pentito Abbatino: «Tutte le persone della Banda erano a conoscenza della vendetta, in quanto tutti amici del Giuseppucci, avevano concorso a programmarla nelle linee generali ed erano disponibili, nell'ambito di un'interna distribuzione dei ruoli, a intervenire materialmente (o eseguendo gli omicidi, ovvero svolgendo le attività preparatorie necessarie, ovvero ancora fornendo le strutture logistiche), ai fini dell'attuazione dei singoli atti omicidiari. Questa guerra impedì il dissolversi del sodalizio, rappresentando un forte momento di aggregazione.»
- Maurizio Proietti (detto Il Pescetto) ucciso il 16 marzo 1981.
- Mario Proietti (detto Palle D'oro) fratello di Maurizio e Fernando, rimase ferito in due diversi agguati, il 12 dicembre 1980 e il 16 marzo 1981.
- Fernando Proietti (detto Il Pugile) fratello di Maurizio e Mario, ucciso il 30 giugno 1982.
- Enrico Proietti (detto Er Cane) cugino di Maurizio, Mario e Fernando, ferito in un agguato il 27 ottobre 1980.
- Orazio Proietti figlio di Enrico, ferito il 31 ottobre 1980 e poi trovato morto per un'overdose di eroina.
- Mariano Proietti figlio di Enrico, ucciso il 14 dicembre 1982 da elementi estranei alla banda della Magliana

## I rapporti con la destra eversiva
La concomitanza temporale tra l'ascesa della banda della Magliana e i cosiddetti anni di piombo, ossia quel periodo che, dalla metà degli anni settanta agli inizi degli anni ottanta, segnò in Italia il culmine della lotta armata politica, con una serie di omicidi, stragi e fatti di sangue, innescò, tra le altre cose, anche un'insolita convergenza di interessi fra gli uomini della Magliana e alcuni ambienti dell'eversione neofascista.
Fatta, però, esclusione per sporadiche simpatie fasciste di alcuni componenti della Magliana (come ad esempio Giuseppucci, che conservava in casa alcuni dischi con i discorsi di Mussolini e diversi altri simboli fascisti), il fine ultimo di tali rapporti era decisamente scevro di qualsiasi orpello ideologico e politico e, come anche per altre occasioni, può essere individuato esclusivamente nell'interesse dell'organizzazione allo scambio di armi, al potenziamento del controllo sul territorio, al riciclaggio di denaro, ecc. L'obiettivo venne presto raggiunto attraverso la conoscenza di alcuni uomini cerniera e di raccordo tra la criminalità organizzata, i settori deviati dei servizi e le organizzazioni eversive neofasciste come Alessandro D'Ortenzi, Massimo Carminati e altri ancora.

### Con il professor Aldo Semerari
Uno dei personaggi attivi nell'area dell'eversione nera che entrò in contatto con la banda fu il professor Aldo Semerari. Celebre psichiatra forense, massone e iscritto alla P2, agente dei servizi d'informazione militare e tra i più autorevoli criminologi italiani, Semerari lavora come consulente per redigere alcune delle perizie psichiatriche dei casi giudiziari più eclatanti degli anni settanta come, ad esempio, quella su Giuseppe Pelosi nel caso dell'omicidio di Pier Paolo Pasolini.
(Interrogatorio di Paolo Aleandri dell'8 agosto 1990)
Leader del gruppo neofascista Costruiamo l'azione, durante l'estate del 1978 organizzò diversi seminari e incontri politici nella villa del professor Fabio De Felice situata a Poggio Catino in provincia di Rieti, a cui parteciparono anche alcuni componenti della banda introdotti da Alessandro D'Ortenzi, detto Zanzarone, un pregiudicato in rapporti di confidenza con il professore e che per i suoi trascorsi giudiziari e la sua familiarità con diversi specialisti in psichiatria, veniva utilizzato per ottenere perizie compiacenti. Semerari seguì una precisa strategia eversiva basata anche sulla collaborazione fattiva tra estremismo di destra e malavita comune e, secondo il pentito Abbatino: «A lui piaceva proprio avere contatti con le bande. E c'è stato un periodo in cui loro utilizzavano noi, e noi loro per le perizie e per l'approvvigionamento e l'acquisto di armi. Semerari pensava a un appoggio di tipo logistico, come un colpo di Stato: loro facevano dei raduni nelle campagne di Rieti proprio simulando colpi di Stato.»
(Interrogatorio di Maurizio Abbatino del 3 dicembre 1992)
Nonostante il rifiuto ad operare come braccio armato del gruppo politico di Semerari, da quegli incontri uscì un accordo di massima tra il professore e la banda che prevedeva finanziamenti per il gruppo neofascista in cambio di perizie medico psichiatriche compiacenti e miranti a fare ottenere ai componenti della Magliana, in caso di arresto, condizioni favorevoli di detenzione o scarcerazioni a causa di condizioni di salute inidonee al regime carcerario. Il sodalizio durò fino ai primi mesi del 1982 quando vittima di un regolamento di conti interno alla camorra, il 25 marzo di quello stesso anno, il corpo del professor Semerari fu ritrovato decapitato all'interno di un'automobile nei pressi del Castello mediceo di Ottaviano (NA), non a caso luogo di nascita e dimora sfarzosa del capo della Nuova Camorra Organizzata, Raffaele Cutolo. La causa della sua morte fu da ricercarsi in un episodio avvenuto poco tempo prima: il professore infatti, nella sua qualità di psichiatra forense, si era adoperato per la scarcerazione di affiliati alla Nuova Famiglia, per poi accettare l'incarico come consulente anche per la fazione opposta, un'errata mossa strategica che gli costò la vita, il barbaro omicidio fu commesso da Umberto Ammaturo.

### Con i Nuclei Armati Rivoluzionari

Massimo Carminati

Di altra natura, invece, fu il rapporto della Banda con l'universo giovanile dell'estremismo di destra e, in particolare, con i componenti storici dei Nuclei Armati Rivoluzionari: Alessandro Alibrandi, Cristiano e Valerio Fioravanti, Francesca Mambro, Gilberto Cavallini e, soprattutto, Massimo Carminati. Negli anni settanta, infatti, la contiguità sia temporale che fisica tra gli ambienti dell'eversione politica e del crimine comune organizzato fece sì che, tra le parti in causa, cominciò a farsi strada la possibilità di ricercare un terreno di reciproco beneficio comune.
(Interrogatorio di Cristiano Fioravanti.)
Frequentando i locali del bar Fermi o quelli del bar di via Avicenna (entrambi nella zona di Ponte Marconi), dove spesso si ritrovavano anche molti dei componenti della stessa Banda della Magliana, nell'estate del 1978 Carminati entrò in contatto con i boss Danilo Abbruciati e Franco Giuseppucci che, ben presto, lo presero sotto la loro ala protettiva. A loro Carminati iniziò ad affidare i proventi delle rapine di autofinanziamento effettuate con i NAR, in modo da poterli riciclare in altre attività illecite quali l'usura o lo spaccio di droga; viceversa recuperava per Giuseppucci soldi che il boss prestava a strozzo intascandosi una "stecca" del 10-15%. Il pentito Maurizio Abbatino nel 2018 racconterà che: 
Cristiano Fioravanti, fratello di Giusva, da “terrorista pentito” racconterà che:
Infatti in regime di reciproco scambio di "favori", la Banda, di tanto in tanto commissionava ai giovani fascisti anche di eliminare alcune persone poco gradite, come nel caso del tabaccaio romano Teodoro Pugliese, ucciso nell'aprile del 1980 da Carminati (assieme ad Alibrandi e a Claudio Bracci) con tre colpi di pistola calibro 7,65, perché d'intralcio nel traffico di stupefacenti gestito da Giuseppucci; cinque anni più tardi Carminati e Bracci verranno assolti per insufficienza di prove.
(Interrogatorio di Walter Sordi da Ragazzi di malavita di Giovanni Bianconi.)
Nell'estate del 1979 Carminati assieme ad altri militanti neri si attivò per la liberazione di Paolo Aleandri, un giovane neofascista orbitante nella galassia dei NAR a cui Giuseppucci aveva affidato in custodia un borsone pieno di armi mai riconsegnate che, utilizzate da vari esponenti della destra eversiva, sono andate disperse. Aleandri, più volte sollecitato, non era più stato in grado di restituirle ed era stato quindi rapito il 1º agosto dagli uomini della Magliana. A quel punto Carminati e altri militanti si attivarono rimediando altre armi (due mitra MAB modificati e due bombe a mano) in sostituzione delle originali andate perdute e dopo 31 giorni di prigionia, Aleandri venne liberato. Si presume che i due mitra modificati siano entrati a far parte dell'arsenale che la Banda della Magliana nascose nei sotterranei del Ministero e uno dei due verrà addirittura riconosciuto dal pentito Maurizio Abbatino tra quelli rinvenuti sul treno Taranto-Milano nel tentativo di depistaggio legato alla strage alla stazione ferroviaria di Bologna del 2 agosto 1980, reato per il quale Carminati verrà poi assolto in via definitiva.
Il 27 novembre 1979 a 21 anni Carminati partecipò, assieme a esponenti dei NAR e di Avanguardia Nazionale come Valerio Fioravanti, Domenico Magnetta, Peppe Dimitri e Alessandro Alibrandi, alla rapina di autofinanziamento del gruppo ai danni della filiale della Chase Manhattan Bank di piazzale Marconi all'EUR. Successivamente parte del bottino, consistente in traveller cheques, verrà affidato per essere riciclato da Carminati e Alibrandi a Giuseppucci che nel gennaio del 1980, nell'organizzare l'operazione di ripulitura, verrà poi arrestato con l'accusa di ricettazione insieme a Maurizio Abbatino e Giorgio Paradisi. Giuseppucci tornerà in libertà in estate dopo la morte del giudice Mario Amato, ucciso dai NAR.
Altre indicazioni circa la relazione tra la Banda e l'eversione di destra vennero fornite dalle dichiarazioni rese dal neofascista (e pentito) Walter Sordi quando, al giudice di Roma in data 15 ottobre 1982, dichiarò che: 
Nel 1998, la Commissione Parlamentare sul Terrorismo nella sua relazione annuale,
scrisse: 
Carminati, in una conversazione con il costruttore Cristiano Guarnera intercettata durante l'inchiesta Mafia Capitale, spiegava:

### Il deposito di armi al Ministero della Sanità
Il notevole aumento del numero di armi a disposizione della Banda che, sino a quel punto venivano custodite da una serie di favoreggiatori incensurati, indusse l'organizzazione a valutare l'opportunità di raggrupparle in un unico deposito. Da un lato, vi era chi avrebbe preferito custodirle in un appartamento disabitato e, dall'altro chi invece premeva affinché venissero affidate ad un'unica persona in un ambiente insospettabile.
(Interrogatorio di Maurizio Abbatino del 3 dicembre 1992)
Il 25 novembre del 1981, nel corso di una perquisizione, la polizia rinvenne in uno scantinato del Ministero della Sanità, al numero civico 34 di via Liszt all'Eur, l'arsenale composto da diciannove tra pistole e revolver, una Beretta M12, un mitra Beretta MAB 38, un mitra sten, altri fucili mitragliatori, oltre a cartucce e bombe a mano. Il custode Alesse chiamerà in causa Abbatino e Abbruciati salvo poi ritrattare.
Analizzando le armi, gli inquirenti poterono risalire anche ai legami tra la Banda e la destra eversiva dei Nuclei Armati Rivoluzionari che, proprio tramite Massimo Carminati, ebbero modo di utilizzare alcune di quelle armi, a cominciare dal depistaggio delle indagini sulla strage di Bologna operato dai servizi deviati.
Va comunque detto che la nomea della Banda della Magliana come gruppo di destra è stata negli anni esagerata, a causa dei contatti (per i banditi romani esclusivamente incontri di affari) con periti neofascisti quali Semerari ed il suo gruppo e per i contatti (sempre riguardanti affari e scambi di favori, non ci fu mai una fusione tra le due realtà, se si esclude Carminati che negli anni diventò importantissimo membro del sodalizio, accantonando la politica per diventare un "comune" a tutti gli effetti) con alcuni membri dei NAR. Certo c'erano vari simpatizzanti di destra nel gruppo, quali Giuseppucci, Colafigli, Abbruciati e ovviamente Carminati, ma ce ne erano quasi altrettanti, anche membri di spicco (Abbatino, Mancini, Magliolo), dichiaratamente comunisti. Il proletariato ed il sottoproletariato romano dell'epoca, da cui buona parte degli appartenenti alla Banda proveniva, tendeva d'altronde decisamente a sinistra, risulta quindi difficile immaginare non ci fossero altri simpatizzanti di sinistra all'interno dei vari gruppi (così come sicuramente ce ne sono altri di destra che non sono venuti fuori).

## L'intreccio con politica, Vaticano e servizi deviati

### Il legame con il sequestro Moro

L'automobile su cui viaggiava il Presidente della DC Aldo Moro, fotografata dopo il rapimento

Il 16 marzo del 1978, quando il Presidente della DC Aldo Moro venne rapito da un commando di brigatisti, gran parte della città di Roma era controllata dagli uomini della banda della Magliana e la stessa ubicazione della prigione del popolo (e covo dei terroristi) di via Montalcini, dove probabilmente venne rinchiuso lo statista nei 55 giorni della sua prigionia, era posto tra via Portuense e via della Magliana, e in seguito si seppe che tale abitazione era circondata dalle abitazioni di molti affiliati alla stessa.
(Stefano Grassi, Il Caso Moro)
Lo stesso pentito Maurizio Abbatino rivelò poi come la banda fosse stata addirittura contattata per scoprire il luogo in cui il Presidente era tenuto prigioniero: «Cutolo ci ha mandato un personaggio politico a parlare per vedere se sapevamo dov'era il covo di Moro», disse Abbatino. «Abbiamo avuto un incontro con lui (con Flaminio Piccoli come raccontato anche da Renzo Danesi, ndr), ma io non ero d'accordo a metterci in mezzo a questa storia, anche perché rispettavo qualsiasi forma di delinquenza e criminalità e non vedevo il perché. Poi credo che Franco (Giuseppucci, ndr) abbia saputo dove era Moro, ma non so a chi l'abbia detto. Non era difficile saperlo: nell'appartamento c'era gente pregiudicata che conoscevamo».

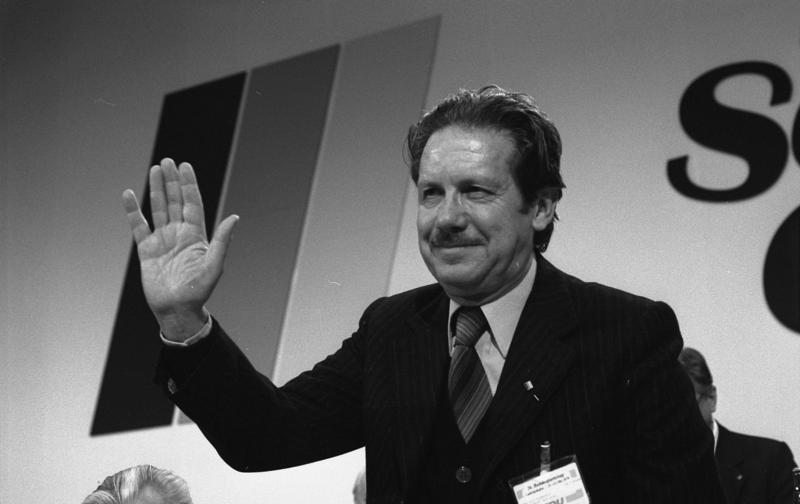
Il deputato democristiano Flaminio Piccoli, che, secondo Maurizio Abbatino, contattò la banda allo scopo di scoprire il nascondiglio dove era tenuto prigioniero Aldo Moro

In un'intervista rilasciata al giornalista Giuseppe Rinaldi, per la trasmissione Chi l'ha visto?, Abbatino parlò nuovamente del sequestro Moro rivelando altri particolari relativi all'incontro con l'uomo politico mandato da Cutolo:.
Abbatino: "È venuto l'onorevole Piccoli, ma non è tanto il fatto che sia venuto lui, ma chi ce l'ha mandato."

Rinaldi: "Ci racconta come è avvenuto questo incontro, dove eravate…"

Abbatino: "È avvenuto a viale Marconi sul bordo del fiume, insomma."

Rinaldi: "Chi eravate?"

Abbatino: "Eravamo un po' quasi tutti della banda. Comunque c'eravamo io, Franco Giuseppucci, Nicolino Selis che appunto aveva preso il contatto … ma vede Flaminio Piccoli era stato mandato da Raffaele Cutolo…"»
Tommaso Buscetta racconterà che nel carcere di Cuneo fu avvicinato da Ugo Bossi, uomo di Francis Turatello, affinché si attivasse per liberare Moro e che i terroristi detenuti con lui non erano stati in grado di dargli informazioni; Bossi dirà ai magistrati che erano stati i servizi segreti a nominarlo mediatore. 
Secondo le deposizioni di Buscetta nella Commissione interprovinciale di Cosa nostra si vennero a formare due distinti e contrapposti schieramenti e l'iniziativa della banda venne quindi bloccata dalla fazione dei Corleonesi contraria alla liberazione che, attraverso il suo referente romano Giuseppe Calò, intervenne dicendo che ai politici della Democrazia Cristiana, in realtà, interessava Moro morto, dopo che lo statista prigioniero aveva iniziato a collaborare con le Brigate Rosse e stava rivelando segreti molto compromettenti per Giulio Andreotti (il cosiddetto "Memoriale Moro").
Altro punto di contatto tra la banda e il sequestro del politico democristiano era Toni Chichiarelli, falsario vicino agli uomini della Magliana e autore del finto comunicato n. 7 che, il 18 aprile 1978, annunciava l'uccisione di Moro e la sua sepoltura nel lago della Duchessa. Quel depistaggio, è oggi accertato, fu commissionato dai servizi segreti per cercare di smuovere le acque in quella fase di stallo del sequestro. Inoltre, dalle testimonianze rese al processo per la morte del falsario, che fu ucciso da un killer indicato inizialmente nella persona di Antonella Rossi, scagionata successivamente dalla testimonianza di una suora, il 28 settembre del 1984, emerse che, nel sopralluogo della sua abitazione, compiuto qualche giorno dopo la morte, vennero rinvenute, da parte dei Carabinieri, delle foto Polaroid (ritenute autentiche) di Moro scattate durante la sua prigionia.
Di recente il pentito Abbatino ha avuto modo di raccontare ancora:

### Il coinvolgimento nell'omicidio Pecorelli
La sera del 20 marzo 1979 Mino Pecorelli, giornalista iscritto alla loggia massonica P2 di Licio Gelli, venne assassinato con quattro colpi di pistola calibro 7,65 (uno in faccia e tre alla schiena) da un sicario in via Orazio a Roma, poco lontano dalla redazione del giornale in circostanze ancora oggi non del tutto chiarite. Egli era direttore di OP-Osservatore Politico, dapprima agenzia di stampa e poi rivista settimanale specializzata in scandali politici, tra i quali lo scandalo petroli, il caso Moro, lo scandalo dell'Italcasse, il crack della Sir o gli affari di Sindona e Andreotti, che, attraverso delle importanti inchieste, si rivelò anche uno strumento di ricatto e condizionamento del mondo politico per lanciare messaggi cifrati e spesso ricattatori. Poco dopo l'omicidio, il falsario Antonio Chichiarelli, membro della Banda vicino ad Abbruciati e responsabile del falso comunicato n.7 delle BR nel sequestro Moro, lascerà in un taxi un borsello con indizi che riportano al rapimento del politico e alcune schede riguardanti il delitto Pecorelli. Il ragazzo, sospettato di essere più una fonte del giornalista invece che un complice dei killer come si era voluto far credere, non fu mai interrogato e verrà ucciso nel 1984 in circostanze mai chiarite.
Dei proiettili simili a quelli utilizzati nell'agguato (appartenenti allo stesso lotto e con lo stesso grado d'usura del punzone che marca la punta), calibro 7,65 e di marca Gevelot, difficilmente reperibili sul mercato, vennero poi rinvenuti nel 1981 all'interno dell'arsenale della Banda nei sotterranei del Ministero della Sanità. Al processo emerse un chiaro coinvolgimento della Banda e di Massimo Carminati il quale venne imputato di aver commesso materialmente l'omicidio nell'interesse di Giulio Andreotti, oggetto nella primavera del 1978 di un violento attacco dalle colonne di OP. Tramite dell'accordo sarebbe stato il magistrato e intimo amico del senatore Claudio Vitalone, personaggio molto vicino a esponenti della banda, come per esempio De Pedis.
Il 3 marzo 1997, durante l'interrogatorio di fronte alla Corte di assise di Perugia, il pentito Maurizio Abbatino dichiarò ai giudici di aver saputo da Franco Giuseppucci che l'omicidio era stato commissionato a loro dai siciliani, ai quali sarebbe stato richiesto da un importante personaggio politico, individuato poi in Giulio Andreotti, oggetto di un duro attacco attraverso gli articoli del settimanale OP.
(Documento del Senato della Repubblica)
Abbatino nel 2018 aggiungerà che:
Anche Antonio Mancini ebbe a confermare questa circostanza, nell'interrogatorio al pm di Perugia dell'11 marzo 1994, aggiungendo che, secondo quanto saputo da Enrico De Pedis: 
 In seguito aggiungerà che, secondo quanto riferitogli da Abbruciati, la richiesta arrivò da Calò e il mandante fu Vitalone.
Vittorio Carnovale invece racconterà di aver saputo da Edoardo Toscano che ad aver organizzato l'omicidio sarebbero stati Enrico De Pedis e Abbruciati con esecutori materiali Carminati e La Barbera il quale avrebbe poi riconsegnato l'arma a De Pedis; il pentito, pur non ritrattando, per paura si rifiutò di deporre affidando ai giudici le dichiarazioni rese in istruttoria. Invece Fabiola Moretti, prima di "pentirsi di essersi pentita", dichiarò di aver saputo dal suo compagno Abbruciati che la pistola gli fu riconsegnata da La Barbera e che la riportò al deposito. Arrestata con Mancini nel 1994 è diventata subito pentita, una volta scarcerata poco dopo aveva ricevuto pressioni da tale Angelo, legato ai servizi segreti e in stretto rapporto con il suo ex compagno Abbruciati; due anni dopo le rivelazioni, precipitata in una grave depressione, ritratterà tutte le accuse (Abbatino dirà di essere certo del fatto che la donna fu spinta a ritrattare per poi venire protetta grazie a un accordo con i testaccini).
Raffaele Cutolo, boss della camorra, durante il processo raccontò che, secondo quanto gli avevano raccontato il suo capozona romano Nicolino Selis e Franco Giuseppucci, la mafia non c'entrava niente ma era un fatto della Banda della Magliana: il giornalista era in combutta con la Banda e nello stesso tempo collaborava con il generale Carlo Alberto dalla Chiesa.
A parere dei magistrati però «gli elementi probatori (nei confronti di Vitalone, ndr) non sono univoci» e non permettono «di ritenere riscontrata la chiamata in correità fatta nei suoi confronti». Insomma, Vitalone avrebbe avuto rapporti con l'organizzazione criminale ma non ci furono prove abbastanza evidenti dal punto di vista penale per condannarlo.
Dopo tre gradi di giudizio, nell'ottobre del 2003, la Corte di cassazione di Perugia emanò una sentenza di assoluzione "per non avere commesso il fatto" per Giulio Andreotti, Claudio Vitalone, Gaetano Badalamenti e Giuseppe Calò, accusati di essere i mandanti, e per Massimo Carminati e Michelangelo La Barbera da quella di essere gli esecutori materiali dell'omicidio, bollando le testimonianze dei membri della Banda come non attendibili. La morte di Pecorelli resta ancora oggi un caso irrisolto come anche la provenienza dell'arma utilizzata nel delitto: tutte le armi dell'arsenale della banda, nel mentre, risultarono misteriosamente manomesse prima che fosse fatta qualche perizia per verificarne il concreto utilizzo.

### I depistaggi nella Strage di Bologna
La probabile convergenza d'interessi tra gli uomini della Magliana, gli ambienti dell'eversione nera e alcuni settori deviati dei servizi e della politica, trova perfetta esemplificazione nel tentativo di depistaggio legato alla strage alla stazione ferroviaria di Bologna del 2 agosto 1980, per la quale vennero riconosciuti esecutori materiali (tra gli altri) alcuni militanti dei Nuclei Armati Rivoluzionari, di Valerio Fioravanti.
Nel corso delle indagini, infatti, un mitra Mab con numero di matricola abraso e calcio rifatto artigianalmente, proveniente dal deposito/arsenale della banda all'interno del Ministero della Sanità, venne ritrovato sul treno Taranto-Milano il 13 gennaio 1981, in una valigetta contenente anche due caricatori, un fucile da caccia, due biglietti aerei a nome di due estremisti di destra, un francese e un tedesco, e soprattutto del materiale esplosivo T4, dello stesso tipo utilizzato per la strage di Bologna.
Rapporti con i servizi segreti in quei periodi ce li ho avuti io tramite Abbruciati con il quale ho incontrato due ufficiali al laghetto dell'EUR di cui uno si chiamava Fabbri e l'altro Paoletti, un carabiniere o un poliziotto, e questo fatto di questo incontro stranamente al processo Pecorelli sono stati loro stessi a confermarlo.
Della fazione Magliana la chiave [del deposito di armi, ndr] ce l'aveva Sicilia, dall'altra parte dovevano chiamare Carminati. Quel fucile che dicono che hanno trovato sul treno [il mitra MAB, ndr] apparteneva al deposito e non lo ha preso di certo Sicilia, fate voi.»
(Rivelazioni di Antonio Mancini.)

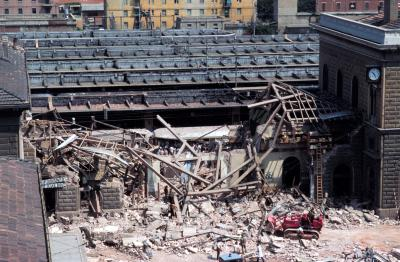
Immagine della stazione di Bologna Centrale dopo la strage, cui la banda della Magliana contribuì al depistaggio delle indagini

Nella sentenza della Corte suprema di cassazione del 23 novembre 1995, nel processo sulla strage del 2 agosto, risultava infatti che: «Il mitra rinvenuto nella valigia che era stata collocata il 13 gennaio 1981 sul treno Taranto-Milano apparteneva alla cosiddetta "banda della Magliana", una vasta associazione per delinquere, operante a Roma in quegli anni. Maurizio Abbatino, che di quell'associazione aveva fatto parte, aveva rivelato che negli scantinati del Ministero della Sanità l'organizzazione disponeva di un cospicuo deposito di armi e che alcune di esse erano state temporaneamente cedute a Paolo Aleandri, ma non erano state più restituite. Per costringere Aleandri a rispettare l'impegno assunto era stato sequestrato, ma poi era stato liberato, con la mediazione di Massimo Carminati quando all'associazione, in sostituzione delle armi date in prestito ad Aleandri, erano state date due bombe a mano e due mitra e uno di questi mitra era stato prelevato da Carminati e mai più restituito. Abbatino, dopo aver descritto le peculiari caratteristiche del mitra finito nelle mani di Carminati, caratteristiche conseguenti ad un'artigianale modifica del calcio, riconosceva quell'arma nel M.A.B. che era stato trovato a Bologna la notte del 13 gennaio 1981, in quella valigia. Infine lo stesso Abbatino aveva precisato che Carminati faceva parte di un gruppo di giovani che gravitava nell'area della destra eversiva, gruppo del quale facevano parte i fratelli Valerio e Cristiano Fioravanti, Francesca Mambro, Giorgio Vale e Gilberto Cavallini. Una volta riconosciuta, sulla base di tale complesso e articolato quadro probatorio, piena attendibilità alle dichiarazioni di Abbatino, al giudice di rinvio è stato agevole rilevare che il percorso del mitra rappresentava la prova del rapporto di collaborazione tra i soggetti coinvolti nel processo.»
(Dichiarazioni di Maurizio Abbatino.)
Al ritrovamento della valigetta seguì la produzione di un dossier, denominato "Terrore sui treni", in cui venivano riportati gli intenti stragisti dei due terroristi internazionali (intestatari dei biglietti aerei) insieme ad esponenti dell'eversione neofascista italiana legati allo spontaneismo armato dei Nuclei Armati Rivoluzionari. I due episodi, si scoprirà dopo, durante il processo, vennero attribuiti ad alcuni vertici dei servizi segreti del SISMI come parte di una strategia di depistaggio organizzata per tentare di indirizzare le indagini in una strada ben precisa e in cui Massimo Carminati, uomo di cerniera tra la Banda ed esponenti dei servizi segreti deviati e dell'eversione nera, ebbe dunque un ruolo attivo, fornendo il MAB prelevato dall'arsenale della Banda e poi rinvenuto sul treno Taranto-Milano.
Secondo la Corte di Assise di Roma, il depistaggio è “l'ennesimo episodio di una pervicace opera di inquinamento delle prove destinate ad impedire che responsabili della strage di Bologna fossero individuati”. Il 9 giugno del 2000, nel processo di primo grado, Carminati venne condannato (a 9 anni di reclusione) assieme al generale e al colonnello del Sismi, rispettivamente Pietro Musumeci e Federigo Mannucci Benincasa, al colonnello dei carabinieri Giuseppe Belmonte e al venerabile Licio Gelli. Dell'episodio vennero infine ritenuti responsabili, con sentenza definitiva, i soli Musumeci e Belmonte, mentre Carminati verrà poi assolto in appello.
(Rivelazioni di Francesco Pazienza.)

### Il presunto coinvolgimento nel caso Orlandi
Nel luglio del 2005, alla redazione del programma Chi l'ha visto?, in onda su Rai 3, arrivò una telefonata anonima in cui si diceva che per risolvere il caso di Emanuela Orlandi, cittadina vaticana figlia di un commesso della Prefettura della Casa Pontificia, sparita in circostanze misteriose all'età di 15 anni il 22 giugno del 1983 a Roma, era necessario andare a vedere chi è sepolto nella basilica di Sant'Apollinare e controllare «del favore che Renatino fece al cardinal Poletti». Si scoprì così che "l'illustre" defunto altri non era che un boss della Banda della Magliana, Enrico De Pedis. L'inviata Raffaella Notariale era riuscita a ottenere le foto della tomba e i documenti originali relativi alla sepoltura del boss, voluta dal cardinale Ugo Poletti, allora presidente della CEI.
Il 20 febbraio 2006, un pentito della Banda, Antonio Mancini, sostenne, in un'intervista al giornalista Fiore De Rienzo di Chi l'ha visto?, di aver riconosciuto nella voce di Mario quella di un sicario al servizio di De Pedis, tale Rufetto. Le indagini condotte dalla Procura della Repubblica tuttavia, non confermarono quanto dichiarato da Mancini. Alla redazione del già citato programma di Rai Tre giunse poi una cartolina raffigurante una località meridionale che presentava il seguente testo: «Lasciate stare Renatino».
Sempre nel 2006 la Notariale raccolse un'intervista di Sabrina Minardi, ex moglie del calciatore della Lazio Bruno Giordano, che tra la primavera del 1982 e il novembre del 1984 ebbe una relazione con De Pedis.
Nel 2007 Antonio Mancini rilasciò dichiarazioni relative al coinvolgimento di De Pedis e di alcuni esponenti vaticani nella vicenda di Emanuela Orlandi, rivelando ai magistrati della Procura di Roma che in carcere, all'epoca della scomparsa della quindicenne «si diceva che la ragazza era robba nostra (della Banda, ndr), l'aveva presa uno dei nostri». Le dichiarazioni di Mancini sembrano confermate anche da Maurizio Abbatino, altro pentito e grande accusatore della Banda, che, nel dicembre del 2009, rivelerà al procuratore aggiunto titolare dell'inchiesta sulla Magliana alcune confidenze raccolte fra i loro membri sul coinvolgimento di De Pedis e dei suoi uomini nel sequestro e nell'uccisione di Emanuela nell'ambito di rapporti intrattenuti da lui con alcuni esponenti del Vaticano.
Il 23 giugno 2008 la stampa riportò le dichiarazioni che la Minardi aveva reso agli organi giudiziari che avevano deciso di ascoltarla: la Orlandi sarebbe stata uccisa e il suo corpo, rinchiuso dentro un sacco, gettato in una betoniera a Torvaianica. In quell'occasione, secondo la Minardi, De Pedis si sarebbe sbarazzato anche del cadavere di un bambino di 11 anni ucciso per vendetta, Domenico Nicitra, figlio di uno storico esponente della Banda, il siciliano Salvatore Nicitra. Il piccolo Nicitra fu però ucciso il 21 giugno 1993, ben dieci anni dopo l'epoca alla quale la Minardi fa risalire l'episodio, e tre anni dopo la morte dello stesso De Pedis, avvenuta all'inizio del 1990. Stando a quanto riferito dalla donna, il rapimento di Emanuela sarebbe stato effettuato materialmente da De Pedis, su ordine di monsignor Marcinkus «come se avessero voluto dare un messaggio a qualcuno sopra di loro».
Nel particolare, la Minardi ha raccontato di essere arrivata in auto (una Autobianchi A112 bianca) al bar del Gianicolo, dove De Pedis le aveva detto di incontrare una ragazza che avrebbe dovuto «accompagnare al benzinaio del Vaticano». All'appuntamento arrivarono una BMW scura, con alla guida "Sergio", l'autista di De Pedis e una Renault 5 rossa con a bordo una certa "Teresina" (la governante di Daniela Mobili, amica della Minardi) e una ragazzina confusa, riconosciuta dalla testimone come Emanuela Orlandi. "Sergio" l'avrebbe messa nella BMW alla cui guida andò la Minardi stessa. Rimasta sola in auto con la ragazza, la donna notò che questa «piangeva e rideva insieme» e «sembrava drogata». Arrivata al benzinaio, trovò ad aspettare in una Mercedes targata Città del Vaticano, un uomo «che sembrava un sacerdote» che la prese in consegna.
La ragazza avrebbe quindi trascorso la sua prigionia a Roma, in un'abitazione di proprietà di Daniela Mobili in via Antonio Pignatelli 13 a Monteverde nuovo - Gianicolense, che aveva «un sotterraneo immenso che arrivava quasi fino all'Ospedale San Camillo» (la cui esistenza, oltre a un piccolo bagno e un lago sotterraneo, è stata accertata dagli inquirenti il 26 giugno 2008). Di lei si sarebbe occupata la governante della signora Daniela Mobili, "Teresina"; secondo la Minardi, la Mobili, sposata con Vittorio Sciattella, era vicina a Danilo Abbruciati, altro esponente di spicco della Banda della Magliana, coinvolto nel caso Calvi e che dispose il restauro della palazzina in via Pignatelli.
La Mobili ha negato di conoscere la Minardi o di avere avuto un ruolo nel rapimento, poiché in quegli anni si trovava, così come il marito, in prigione. Tuttavia la Minardi si è sempre riferita alla governante "Teresina", che effettivamente lavorava nell'appartamento in quel periodo, anche se non aveva la patente. Successivamente, la Minardi ha citato un altro componente della Banda (corrispondente a un vecchio identikit) che, rintracciato dalle forze dell'ordine, ha confessato che il rifugio in via Pignatelli era sì un nascondiglio, «ma non per i sequestrati, [bensì] per i ricercati. Era il rifugio di "Renatino" [De Pedis]», negando la connessione fra l'ex boss della Magliana e il rapimento Orlandi.
Giulio Andreotti, presso il quale la Minardi racconta di essere andata a cena due volte insieme con il compagno De Pedis (a quel tempo già ricercato dalla polizia) «non c'entra direttamente con Emanuela Orlandi, ma con monsignor Marcinkus sì», secondo la donna. Ha detto inoltre che per curare la madre malata andò in Francia con un aereo privato messo a disposizione da Roberto Calvi e di aver portato con De Pedis a Marcinkus un miliardo in contanti.
Le dichiarazioni della Minardi, benché siano state riconosciute dagli inquirenti come parzialmente incoerenti (anche a causa dell'uso di droga da parte della donna in passato) hanno acquistato maggior credibilità nell'agosto 2008, a seguito del ritrovamento nel parcheggio di Villa Borghese, a Roma, ad opera del giornalista Antonio Parisi, della BMW che la stessa Minardi ha raccontato di aver utilizzato per il trasporto di Emanuela Orlandi e che risulta appartenuta prima a Flavio Carboni, imprenditore indagato e poi assolto nel processo sulla morte di Roberto Calvi, e successivamente a uno dei componenti della Banda.
La pubblicazione dei verbali resi alla magistratura dalla Minardi ha suscitato le proteste del Vaticano, che, per bocca di padre Federico Lombardi, portavoce della Sala stampa della Santa Sede, ha parlato di «mancanza di umanità e rispetto per la famiglia Orlandi, che ne ravviva il dolore», e ha definito come «infamanti le accuse rivolte a Mons. Marcinkus, morto da tempo e impossibilitato a difendersi».
Il 30 giugno di quell'anno Chi l'ha visto? trasmise la versione integrale della telefonata anonima del luglio 2005, lasciata inedita fino ad allora. Dopo le rivelazioni sulla tomba di De Pedis e del cardinal Poletti, la voce aggiungeva «E chiedete al barista di via Montebello, che pure la figlia stava con lei [...] con l'altra Emanuela». Il bar si rivelò appartenere alla famiglia di S. D. V., amica di Mirella Gregori, scomparsa a Roma il 7 maggio 1983 in circostanze misteriose e il cui rapimento venne collegato a quello dell'Orlandi. La redazione del programma è stata minacciata a luglio anche da un'altra telefonata anonima da parte di un certo "biondino".
Il 19 novembre 2009 Sabrina Minardi, interrogata presso la Procura di Roma dal procuratore aggiunto Giancarlo Capaldo e dal pubblico ministero Simona Maisto, sembrerebbe aver riconosciuto l'identità di "Mario", ossia l'uomo che nei giorni immediatamente successivi alla scomparsa di Emanuela Orlandi telefonò ripetutamente alla famiglia. Il 21 novembre su Rai News 24 andò in onda un'altra intervista alla Minardi la quale raccontò che Emanuela Orlandi aveva trascorso i primi quindici giorni di prigionia a Torvaianica, nella casa al mare di proprietà dei genitori della Minardi stessa.
Il 10 marzo 2010 è stata resa nota l'esistenza di un nuovo indagato, Sergio Virtù, indicato da Sabrina Minardi come l'autista di fiducia di De Pedis, il quale avrebbe avuto un ruolo operativo nel sequestro della ragazza. L'uomo è indagato per i reati di omicidio volontario aggravato e sequestro di persona. Virtù è stato arrestato il giorno dell'interrogatorio per altri reati e trasferito nel carcere di Regina Coeli. All'ex autista di Renatino infatti, erano state inflitte in passato due condanne perché coinvolto in reati di truffa. Davanti ai PM titolari dell'inchiesta, Virtù ha negato ogni addebito sulla vicenda, in particolare di avere mai conosciuto né avuto rapporti di amicizia con De Pedis. A carico dell'ex autista ci sono anche alcune dichiarazioni di un'altra donna, definita dagli inquirenti una sua ex convivente, la quale avrebbe raccontato di aver avuto un ruolo nel sequestro della Orlandi e di averne per questo anche ricevuto compenso.
Nel luglio 2010 è stato dato, dal Vicariato di Roma, il via libera all'ispezione della tomba di De Pedis nella basilica di Sant'Apollinare ed è stato disposto il prelievo del Dna sul fratello di De Pedis, sui famigliari di Emanuela e anche su Antonietta Gregori, sorella di Mirella.
Nel luglio 2011 la procura distrettuale di Roma ha arrestato alcuni componenti della famiglia romana De Tomasi, accusati di reati tra i quali usura e riciclaggio di denaro; secondo gli inquirenti, Giuseppe De Tomasi, noto come Sergione, affiliato alla Banda della Magliana, è la stessa persona che nel 1983 telefonò alla famiglia Orlandi identificandosi con il nome "Mario", mentre il figlio, Carlo Alberto De Tomasi, è l'autore della telefonata a Chi l'ha visto? del 2005. Nel 1984 De Pedis fu arrestato in un appartamento in via Vittorini, intestato al prestanome Giuseppe De Tommasi. Sergione, come raccontato dal pentito Abbatino, era amico di Franco Nicolini e dei Proietti, i pesciaroli che uccisero Franco Giuseppucci, e fu graziato da De Pedis per poi organizzargli il rinfresco di nozze il 25 giugno 1988 al  Jackie O'  di via Boncompagni e presenziare al suo funerale nella basilica di San Lorenzo in Lucina. De Tommasi si difenderà dicendo di non poter aver fatto quella chiamata nel 1983 poiché era in carcere e quella al programma televisivo.
Il 24 luglio Antonio Mancini, in un'intervista a La Stampa, ha dichiarato che effettivamente la Orlandi fu rapita dalla Banda per ottenere la restituzione del denaro investito nello IOR attraverso il Banco Ambrosiano, come ipotizzato dal giudice Rosario Priore. Mancini ha aggiunto di ritenere sottostimata la cifra di 20 miliardi e che fu De Pedis a far cessare gli attacchi contro il Vaticano, malgrado i soldi non fossero stati tutti restituiti, ottenendo in cambio, fra le altre cose, la possibilità di essere sepolto nella basilica di Sant'Apollinare, come poi effettivamente avvenne.
Il 14 maggio 2012 finalmente è stata aperta la tomba di De Pedis ma al suo interno era presente unicamente la salma del defunto che, per espresso desiderio dei familiari, è stata cremata. Allora si è scavato più approfonditamente, ma sono state trovate solo nicchie con resti di ossa risalenti al periodo napoleonico; non verranno trovate però tracce del Dna di Emanuela e Mirella. Quattro giorni dopo, il 18 maggio, è stato indagato don Pietro Vergari per concorso in sequestro di persona.
Nell'ottobre del 2015 il GIP, su richiesta della Procura e per mancanza di prove consistenti, ha archiviato l'inchiesta sulle sparizioni di Emanuela Orlandi e Mirella Gregori, nata nel 2006 per via delle dichiarazioni di Sabrina Minardi e che vedeva sei indagati per concorso in omicidio e sequestro di persona: monsignor Pietro Vergari, Sergio Virtù, autista del boss, Angelo Cassani detto Ciletto, Gianfranco Cerboni detto Giggetto, Sabrina Minardi e Marco Accetti.
Nel 2018 Abbatino, intervistato da Raffaella Fanelli, rivela di aver saputo da Claudio Sicilia a Villa Gina che dietro al sequestro c'erano quelli di Testaccio - quindi De Pedis - e spiegherà perché il suo vecchio amico avrebbe preso la Orlandi:

## La crisi
Gianfranco Urbani, detto “Er Pantera”, 1938 - 2014
Domenico Balducci, 1930 - 1981
Fabiola Moretti, detta “Lady Magliana",1954 -
Antonio Mancini, detto “Accattone”, 1948 -

### Le lotte intestine
La morte di Franco Giuseppucci che, almeno all'inizio, aveva rappresentato un forte momento di aggregazione tra i vari componenti della banda impegnati nella guerra al clan rivale dei Proietti, aveva solo temporaneamente rimandato il progressivo dissolversi del sodalizio in atto ormai da qualche tempo. Una volta terminata la vendetta nei confronti dei presunti assassini del Negro, infatti, il livello di tensione e di ostilità tra i vari gruppi interni alla banda diventò sempre più alto segnando l'inizio della sua disgregazione.
Con la scomparsa del Negro, boss fondatore e collante tra le varie anime dell'organizzazione, la banda non riuscì infatti più a trovare la compattezza che precedentemente le era propria e i due gruppi prevalenti, quello della Magliana guidati da Maurizio Abbatino e i Testaccini di Danilo Abbruciati ed Enrico De Pedis, iniziarono una guerra fredda, una fase di continua tensione dovuta a contrasti sempre più ampi e insanabili, gelosie e rivendicazioni che col passare del tempo si trasformerà in una vera e propria faida interna, tanti furono i morti ammazzati da entrambe le parti.
Tra le varie cause di questa lotta intestina, prima tra tutte ci fu la presa di coscienza, da parte di alcuni componenti, della predominanza sul piano affaristico dei Testaccini che, in contrasto con quanti avrebbero voluto preservare l'anima genuina della banda, venivano accusati di essere uno strumento nelle mani di loschi poteri e di aver trasformato di fatto la stessa Magliana in una sorta di agenzia del crimine, a completa disposizione di chiunque offrisse denaro o protezione. Una vera e propria holding-criminale, quindi, che nei piani dei Testaccini, sempre più compromessi con mafiosi, quali Giuseppe Calò, e massoni, come Licio Gelli e Francesco Pazienza, avrebbe permesso a De Pedis e soci di fare quel salto di qualità ed entrare così nel racket dell'alta finanza, più in funzione dei tempi e sul modello imprenditoriale di mafia e camorra, abbandonando così quelle che fino ad allora erano le prerogative del gruppo originale della banda, relegando Crispino e soci alla semplice gestione delle solite attività illecite quali prostituzione, stupefacenti, usura, rapine, rapimenti e corse clandestine. «Testaccio aveva una mentalità più imprenditoriale» racconta Renzo Danesi «mentre Abbatino commerciava ancora con gli stupefacenti».

### L'omicidio di Nicolino Selis
Altro problema interno alla banda, scoppiato dopo l'uccisione del Negro, era rappresentato dall'irrequietezza di Nicolino Selis il quale, forte dell'appoggio dei camorristi di Raffaele Cutolo, dal manicomio giudiziario dove si trovava detenuto iniziò sia a mandare messaggi minacciosi che a pretendere di imporre una sua personale spartizione delle ingenti somme di denaro, provento delle varie azioni delittuose. In particolare Selis iniziò anche a pretendere la "stecca" su attività delittuose svolte a titolo individuale e si dimostrò particolarmente indisposto nei confronti di De Pedis, il quale a differenza degli altri - che sperperavano tutti i loro introiti - aveva iniziato ad investire i suoi guadagni anche in attività legali, tanto da non voler più dividere la "stecca" con gli altri complici, in quanto essi erano provenienti in larga parte dalle sue attività private. La goccia che fece traboccare il vaso avvenne in merito alla spartizione di una nuova fornitura di eroina; come raccontò in seguito il pentito Abbatino:
Abbatino racconterà ancora:
Quando, il 3 febbraio del 1981, Selis uscì dal manicomio giudiziario per un breve permesso, venne organizzato un appuntamento davanti alla Fiera di Roma (all'EUR) con il pretesto di una riappacificazione e per tentare di trovare un accordo d'insieme; quello che il Sardo non sapeva è che la banda aveva già deciso la sua morte. Selis, accompagnato dal suo cognato e guardaspalle Antonio Leccese, giunse all'EUR a bordo della sua A112 e trovò ad attenderlo Marcello Colafigli, Maurizio Abbatino, Edoardo Toscano, Raffaele Pernasetti, Enrico De Pedis e Danilo Abbruciati. L'intenzione del gruppo era di condurli alla villa di Libero Mancone ad Acilia, ma Leccese, che era in libertà vigilata e ad un'ora fissata doveva recarsi presso il commissariato di Polizia a firmare, non venne trattenuto per non dare nell'occhio.
Arrivati sul posto il Sardo venne agguantato con la scusa dell'abbraccio di riappacificazione dando le spalle a Crispino che ebbe il tempo di estrarre la pistola nascosta dentro una scatola di cioccolatini e sparare contro Selis due proiettili, seguiti da altri due di Toscano. Il suo corpo venne poi sepolto in una buca vicino all'argine del Tevere e ricoperto con della calce per affrettare la decomposizione e a tutt'oggi non è stato ancora ritrovato. L'ultimo atto era quello di uccidere Leccese, unico testimone ad aver visto l'ultima volta il Sardo partire con Abbatino e gli altri, che venne ucciso da Abbruciati, De Pedis e Mancini (Abbruciati e De Pedis a copertura. Mancini fu quello che sparò. Lo attendevano e Leccese si parcheggiò esattamente vicino Mancini - secondo il racconto di Mancini stesso -. "Io ho dovuto solo premere il grilletto (cit.)" ).
Nove mesi più tardi, il 24 novembre, Edoardo Toscano ucciderà con un colpo alla testa Giuseppe Magliolo che voleva vendicare la morte di Selis di cui era un uomo di fiducia.

### L'omicidio Balducci
Le tensioni tra i due gruppi si fecero sempre più forti, soprattutto a causa della spregiudicatezza e dell'intraprendenza dei Testaccini che, sempre più slegati dal resto della banda, oramai operavano quasi in un regime di completa indipendenza e attraverso decisioni prese all'insaputa degli altri. Un esempio ne è l'omicidio di Domenico Memmo Balducci, avvenuto la sera del 16 ottobre 1981 ad opera di Abbruciati e De Pedis per conto del mafioso Pippo Calò: Balducci venne colpito a morte mentre stava rincasando in motorino, davanti al grande cancello della sua lussuosa villa situata in via di villa Pepoli, all'Aventino.
Domenico Balducci, meglio noto come Memmo il cravattaro, era un usuraio e proprietario di un piccolo negozietto di elettrodomestici in una stradina adiacente a Campo de' Fiori, ove era esposto in vetrina l'eloquente cartello "Qui si vendono soldi". Attraverso solidi legami con la mafia, i servizi segreti, faccendieri e politici, Memmo gestiva il racket dell'usura per conto dello stesso Calò, il boss palermitano che aveva conosciuto in carcere nel 1954. Il suo errore fu quello di trattenere per sé, nell'estate del 1981, una parte del denaro (150 milioni) destinato a Calò e proveniente dalla cosiddetta "Operazione Siracusa", la quale avrebbe dovuto garantire alla mafia enormi proventi da una gigantesca speculazione edilizia. «Apprendemmo che l'omicidio era stato commesso da Abbruciati, unitamente a Renatino De Pedis e Raffaele Pernasetti, per fare un favore ai siciliani: Balducci doveva dei soldi a Pippo Calò» racconterà poi Maurizio Abbatino. «Appresi che l'omicidio era stato commesso nei pressi, mi sembra, di una villa, da Renato e Raffaele, mentre Danilo li attendeva in auto e che i primi due si erano dovuti calare da un muro con una corda per raggiungere l'auto stessa.»
Ne seguì un litigio acceso tra Abbruciati e Abbatino, il quale rinfacciò al testaccino di perseguire propri scopi personali al di fuori dell'interesse comune della banda. In pratica, ai testaccini veniva rivolta l'accusa di essere dei traditori che mettevano in pericolo i compagni unicamente per proteggere gli affari dei Corleonesi.

### La morte di Abbruciati e De Angelis
L'intreccio di comuni interessi criminali tra l'anima testaccina della banda, gli ambienti corrotti dell'economia e della politica e la mafia di Cosa nostra emersero chiaramente in un altro delitto sporco, ossia il tentato omicidio del vice presidente del Banco Ambrosiano Roberto Rosone.
Nel corso del 1981 Roberto Calvi, presidente del Banco Ambrosiano, che in quel momento versava in gravi difficoltà economiche, si era messo in affari, per tentare di coprire i conti in rosso del Banco e salvarsi dal processo in corso a suo carico, con il faccendiere Flavio Carboni e il mafioso Pippo Calò i quali, intenzionati poi a recuperare i soldi affidati a Calvi, vennero osteggiati dall'allora vicepresidente dell'istituto di credito Roberto Rosone, il quale aveva assunto la guida della banca dopo il fallimento finanziario e aveva vietato ulteriori prestiti senza garanzia concessi dal Banco Ambrosiano ad alcune società legate proprio a Flavio Carboni.
Secondo la ricostruzione accusatoria, Carboni informò Calò dell'accaduto e questi, nell'aprile del 1982, tramite Ernesto Diotallevi, affiliato della banda, incaricò Danilo Abbruciati di eseguire un atto di intimidazione a danno di Roberto Rosone.
Giunti in treno a Milano il 26 aprile, la mattina seguente Abbruciati e il suo complice Bruno Nieddu attesero la vittima sotto casa, in via Ercole Oldofredi, nei pressi della Stazione Centrale. Intorno alle ore otto, mentre Rosone si dirigeva verso la sua macchina venne avvicinato da Abbruciati (con il viso coperto) che tentò di sparagli, ma la sua pistola si inceppò, favorendo così la fuga del banchiere che si allontanò precipitosamente. Egli però ebbe il tempo di ricaricare la pistola e di sparare nuovamente, ferendo Rosone alle gambe, prima di fuggire in sella alla moto guidata dal suo complice. Nel frattempo una guardia giurata, posizionata nei pressi di una filiale del Banco Ambrosiano poco distante dal luogo dell'agguato, uscì e sparò a sua volta un colpo di 357 magnum, colpendo a morte l'attentatore che cercava di scappare a bordo della moto.
(Racconto di Maurizio Abbatino.)
La notizia colse di sorpresa i suoi amici della Magliana (e la stessa Polizia) che, tenuti all'oscuro di tutto, ritennero molto strano il fatto che Abbruciati si riducesse al ruolo di semplice killer su commissione e accettasse un compito così rischioso anche se ben remunerato. Quello che infastidì maggiormente Abbatino e soci fu il fatto che Abbruciati avesse operato seguendo unicamente il suo tornaconto personale con conseguenze assai pericolose per la stessa banda. Arrivati a questo punto, il livello di ostilità tra i due gruppi della banda era ormai diventato sempre più acceso, creando una divisione troppo grande e senza possibilità di ritorno.
La banda si accorse che Angelo De Angelis da tempo tratteneva per sé una parte di cocaina che si occupava di tagliare: il 10 febbraio 1983 fu attirato in un agguato nella villa di Vittorio Carnovale e fu assassinato da Maurizio Abbatino e Edoardo Toscano con due colpi di pistola, calibro 7.65 e 38, sparati al cuore e alla nuca. Verrà poi ritrovato il 24 febbraio nel bagagliaio della sua Fiat Panda semicarbonizzata, vicino al ristorante Il Fico Vecchio di Grottaferrata.
(Racconto di Maurizio Abbatino.)
Secondo quanto raccontato ancora da Maurizio Abbatino e anche da Antonio Mancini, almeno dal 1976 e stando a quanto aveva raccontato lui stesso ai due compagni, De Angelis sarebbe stato membro di un gruppo massonico romano per il quale agiva e da cui riceveva protezione anche a livello processuale dato che fece poco carcere.

### I primi pentiti
Il primo componente della banda a scegliere la via del pentimento fu Fulvio Lucioli. Il Sorcio venne arrestato il 6 maggio del 1983 e tradotto nel carcere romano di Regina Coeli dove, dopo alcuni mesi di travaglio interiore, il 14 ottobre di quello stesso anno scrisse una lunga lettera al direttore dell'istituto di pena dicendosi disposto ad iniziare un programma di collaborazione con la giustizia. E così, il giorno successivo, davanti al sostituto procuratore Nitto Palma e ad un funzionario della Squadra Narcotici, Lucioli iniziò il suo racconto riempiendo i verbali e confessando omicidi, rapine, traffici di stupefacenti e di armi, oltre che i legami della banda con politici, cardinali, massoni, mafiosi, camorristi, ndranghetisti, servizi segreti deviati ed eversione nera. Il suo primo atto, però, fu quello di revocare i suoi difensori di fiducia e richiedere un legale d'ufficio: un chiaro segnale mandato verso l'esterno riguardo alle sue intenzioni di pentimento. Grazie alle sue testimonianze, il 15 dicembre 1983 le forze dell'ordine arrestarono sessantaquattro persone tra boss, seconde linee e fiancheggiatori, decapitando di fatto gran parte dell'organizzazione. Il 23 giugno 1986, a tre anni e tre mesi dal blitz, con la sentenza del processo di primo grado, trentasette dei sessantaquattro imputati alla sbarra furono condannati, ma solamente per traffico di sostanze stupefacenti. Confermate nel processo d'appello tenuto il 20 giugno 1987, le condanne furono poi annullate e le assoluzioni per insufficienza di prove trasformate in formula piena dalla Cassazione, il 14 giugno 1988.
Infine la nuova Corte d'assise d'appello, il 14 marzo 1989, derubricò di fatto l'addebito di associazione per delinquere, screditando la figura del Sorcio definendolo un mitomane e «una abnormità psichica aggravata da nefaste influenze ambientali a cui sottende un deficit intellettivo meglio definibile come debolezza mentale indice di coscienza non lucida, di stato delirante, di confusione dissociata». La cosiddetta banda della Magliana, quindi, secondo i magistrati non esisteva e i vari reati erano stati perlopiù compiuti sulla base di estemporanei accordi e senza un vincolo associativo tra i componenti che andasse al di là dello specifico crimine. Questo era indice del fatto che la banda era ormai penetrata in pieno all'interno dei tribunali ed era quindi capace di corrompere giudici e avvocati.
Dopo il pentimento di Lucioli, Claudio Sicilia continuò a gestire le attività del gruppo lasciate dai compagni detenuti fino a quando, arrestato per l'ennesima volta per spaccio nell'autunno del 1986, decise anch'egli di iniziare a collaborare con i magistrati.
(Rivelazioni di Niccolò D'Angelo, ex capo della Squadra Mobile di Roma.)
Sicilia è anche il primo a parlare dei contatti della Banda con la camorra di Lorenzo Nuvoletta e Michele Zaza e con gli ambienti dell'estremismo nero, ed il primo a svelare i rapporti fra malavita e istituzioni.
Dopo quattro mesi di interrogatori quasi quotidiani, condotti dal sostituto procuratore Andrea De Gasperis, il 17 marzo 1987 la Procura di Roma spiccò ordini di cattura contro le persone chiamate in causa da Sicilia nel numero di novantuno tra membri della banda, avvocati e professionisti vari. Il 28 marzo e il 1º aprile successivi, tuttavia, il Tribunale della libertà di Roma revocò l'ordine di cattura emesso dal Pubblico Ministero sulla scorta delle chiamate in correità di Sicilia; scarcerò inoltre circa la metà degli arrestati. Una decisione clamorosa dovuta al fatto che il pentito «altro non era che una persona soggettivamente poco attendibile per i suoi precedenti, la sua posizione giudiziaria, la sua personalità e i suoi presunti moventi.»
Il pm Silverio Piro organizzò vari confronti con il pentito Sicilia, tra cui uno con Enrico De Pedis, detto Renatino, nel carcere di Rebibbia:
Sicilia: «Enrico, tu mi conosci o no?».
De Pedis: «Non ricordo di conoscere il signore qui presente».
Sicilia: «Che devo fare Enrico, che devo fare?».
De Pedis: «Signor giudice, può chiedere al signore qui presente quando mi ha conosciuto?».
Sicilia: «Renato, ti ho conosciuto quando sei uscito dal carcere. Ricordo che il Giuseppucci e io andammo a pranzo insieme, presso il ristorante Camillo, circa 10 giorni dopo la tua uscita dal carcere, in quel ristorante c'eri anche tu».
De Pedis: «Devi dirmi il giorno e il mese in cui sono uscito».
Sicilia: «Ma stiamo scherzando, io posso dire anche altre cose nei tuoi confronti, che finora non ho detto. È ora di smetterla con questi atteggiamenti ambigui. Tu hai una Renault 5 nera [...] ora dico che in viale Marconi c'è il negozio di tale Terenzi, un supermercato di generi alimentari nel quale tu eri in società con lui. Lì, ricordo, facemmo i cesti per i regali agli avvocati. Poi ho rifornito la frutta a tuo fratello Luciano, al Popi Popi, quel periodo avevi una motocicletta Suzuki intestata a tuo fratello, una Lancia Delta che regalasti a Manuel Fuente e avevi anche una Jetta».
De Pedis: «Nego tutti gli addebiti fattimi da Sicilia. Sono innocente, chiedo la sospensione di questo confronto».
Sicilia testimonierà poi nel processo riguardante la strage del Rapido 904 del 1984 presentandosi nell'aula di Firenze in barella poiché si era dato fuoco nel carcere di Rebibbia: secondo lui la strage di Natale era stata voluta e organizzata da Cosa Nostra.
Nel dicembre del 1990 Sicilia abbandonò il carcere per passare agli arresti domiciliari e tornare infine libero durante l'estate successiva. Senza protezione da parte dello Stato, la Banda lo condannò a morte: il 18 novembre 1991 in via Andrea Mantegna nella zona popolare della Montagnola, ora Tor Marancia, due uomini a bordo di una moto lo intercettarono, il passeggero scese e lo inseguì mentre cercava di rifugiarsi in un negozio di scarpe uccidendolo con quattro colpi di pistola.
I suoi sicari resteranno senza nome.
«E perché fu ucciso Sicilia?», chiese nel 1996 il presidente della Corte d'assise nel corso del maxi processo alla banda. 
L'Accattone, interrogato nell'udienza del 16 febbraio 1996, dirà: «…Il fatto che è diventato pentito, "infame", come si dice in mezzo all'ambiente, era un motivo validissimo».
Le sue rivelazioni verranno in seguito confermate dall'altro pentito Maurizio Abbatino e saranno il punto di partenza di un nuovo maxiprocesso. Proprio Crispino riguardo a Sicilia dirà: «Aveva ragione su tutto. E forse lo sapevano, quando hanno aperto le celle a criminali inferociti e affamati di vendetta. Gli sono piombati addosso senza lasciargli scampo. Stanno facendo la stessa cosa con me: mi hanno tolto la protezione sapendo che chi ho accusato e mandato in carcere è fuori, libero di cercarmi con il beneplacito della Procura di Roma. Ma io non sono una preda. Io non sono Claudio Sicilia.»

## Il declino

### La faida interna
Quando i componenti della banda tornarono in libertà, caduto l'impianto accusatorio costruito sulle dichiarazioni dei pentiti Lucioli e Sicilia, dopo un brevissimo periodo di riadattamento tentarono di riorganizzare le file del sodalizio criminoso e di ripristinare le vecchie gerarchie in un contesto che, però, vedeva l'organizzazione sempre più divisa da molteplici contrasti interni. Il mancato adempimento degli obblighi di fratellanza riguardanti l'assistenza ai detenuti e ai familiari degli stessi e la generale riottosità del gruppo dei testaccini, capeggiati da De Pedis, nel condividere con gli altri gli introiti delle loro attività criminali, incontrarono la feroce opposizione di Edoardo Toscano e Marcello Colafigli i quali, assieme al loro gruppo di fidati sodali (Vittorio Carnovale, i fratelli Fittirillo, Libero Mancone e altri ancora), ritennero opportuno mettere un freno alle ambizioni di Renatino e soci.
Come ebbe poi a raccontare la pentita Fabiola Moretti, nell'interrogatorio tenuto l'8 giugno 1994: «Marcello Colafigli ed Edoardo Toscano erano intenzionati, già durante il processo che seguì gli arresti, ad ammazzare Enrico De Pedis. La cosa, parlando con me, mentre eravamo entrambi detenuti, se la lasciò sfuggire Antonio Mancini, al quale chiesi di impedire che a Renatino accadesse qualcosa. Contemporaneamente, all'insaputa di Mancini avvertii, scrivendogli, anche Enrico De Pedis. Di fatto, proprio per l'intervento di Mancini, durante il processo a Renatino non accadde nulla, anzi, almeno in apparenza sembrava si fosse trovato un punto di accordo tra tutti.» Questo fatto verrà confermato proprio da Mancini il quale aggiungerà che Toscano gli aveva preannunciato di voler uccidere De Pedis durante la detenzione per mezzo delle sue stringhe e che lui riuscì ad evitarlo.
Ma nessun accordo arriverà a pacificare la situazione: il 13 febbraio 1989, uscito di prigione in libertà vigilata, Toscano si mise immediatamente alla ricerca di De Pedis, deciso ad ucciderlo per poi fuggire all'estero subito dopo l'omicidio. Messo al corrente delle intenzioni vendicative dell'Operaietto e giocando d'anticipo sul tempo rispetto all'ex amico e ora rivale, De Pedis escogitò a sua volta una trappola, sapendo che Toscano aveva affidato in custodia una somma di denaro ad un fiancheggiatore della banda di Ostia, Bruno Tosoni.
«Renatino venne a sapere che Edoardo (Toscano, ndr) lo cercava» racconta ancora la Moretti, interrogata nell'estate del 1994 «e ritenne di doverlo uccidere, in quanto altrimenti sarebbe stato ucciso lui. Sapendo che Tosoni reggeva i soldi di Edoardo, circa 50 milioni di lire, offrì a costui una somma di altri 50 milioni perché attirasse Toscano in un'imboscata. L'incarico di uccidere Toscano venne dato da Renatino a Ciletto e a Rufetto. Ciletto, cioè Angelo Cassani, era entrato a far parte della banda in occasione dell'omicidio di Roberto Faina. Rufetto anche in altre occasioni era stato usato come killer dei Testaccini, come in occasione dell'attentato a Raffaele Garofalo, detto Ciambellone, in piazza Piscinula, dove però il Ciambellone venne mancato. Rufetto faceva il killer già all'epoca di Abbruciati».
Ignaro di ciò che stava per accadere, la mattina del 16 marzo 1989 Toscano si incontrò con Tosoni e rimase del tutto spiazzato quando, alle sue spalle, una moto di grossa cilindrata, con a bordo due uomini con i volti coperti da caschi integrali, fece fuoco su di lui con armi semiautomatiche, colpendolo tre volte e lasciandolo morire sul colpo.

### La morte di De Pedis
(Rivelazioni di Antonio Mancini.)

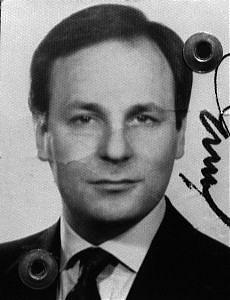
Enrico De Pedis

Il suo intuito per gli affari e un fiuto imprenditoriale decisamente più oculato rispetto ai suoi compagni aveva portato De Pedis ad intensificare i suoi rapporti con politici e faccendieri, tanto da divenire «un punto di riferimento per i più spregiudicati operatori del mondo finanziario-criminale». Invece di sperperare il denaro accumulato, come tutti gli altri componenti della banda usavano fare, iniziò ad investire gran parte dei proventi delle sue attività illegali in attività legali, costruendo un vero e proprio impero finanziario i cui introiti, secondo i suoi intendimenti, proprio perché frutto di attività proprie, non sarebbero più stati divisibili con gli altri sodali: latitanti, carcerati e familiari degli stessi. «Artefice di quell'impero finanziario, Enrico De Pedis iniziò a essere chiamato, nell'ambiente, il “Presidente” della malavita. Era l'ultimo scorcio degli anni Ottanta, ormai Renatino non si faceva più vedere al bar di via Chiabrera e neppure a Testaccio. Piuttosto, parlava di affari sulla scintillante via Della Vite, nella boutique di Enrico Coveri o anche al Jackie 'O. Renato era diventato snob, a come lo vedevano Abbatino e gli altri».
Con quei soldi, tra le altre cose, De Pedis sistemò anche alcuni suoi familiari comprando loro un paio di esercizi commerciali a Trastevere (la pizzeria Popi Popi 56), un supermercato a Ponte Marconi, vari appartamenti in centro e alcune quote di società immobiliari. Naturalmente il resto della banda interpretò questa sua emancipazione finanziaria come uno smacco da far pagare a caro prezzo. Un sentimento che ben presto assunse i toni della vendetta vera e propria nel momento in cui De Pedis, anticipando i suoi propositi omicidi, fece uccidere Edoardo Toscano dai suoi uomini (Angelo Cassani detto Ciletto e Libero Angelico detto Rufetto), scatenando dei propositi di rivalsa da parte della fazione avversa che non si fecero attendere molto.

L'omicidio di Enrico De Pedis

Marcello Colafigli all'interno del manicomio giudiziario di Reggio Emilia conobbe due cani sciolti toscani che gli diedero la disponibilità a uccidere De Pedis.
Quattro mesi dopo la morte di Toscano, l'8 luglio del 1989, Colafigli, approfittando di un permesso premio, riuscì ad evadere. La fazione dei maglianesi iniziò quindi a riorganizzarsi per eliminare De Pedis.
Dopo vari abboccamenti finiti male, infatti, la mattina del 2 febbraio 1990 il gruppo dei maglianesi, capeggiati da Colafigli, riuscì finalmente ad attirare De Pedis (che nell'ultimo periodo girava sempre assieme a dei guardaspalle) in un'imboscata, con la complicità di Angelo Angelotti (che già in passato era stato legato alla famigerata banda romana e che, nel 1981, con le sue "soffiate" aveva permesso a Danilo Abbruciati di uccidere Massimo Barbieri), che lo convinse a recarsi presso la sua bottega di antiquario di via del Pellegrino, nei pressi di Campo de' Fiori. Terminato l'incontro, De Pedis salì a bordo del suo motorino Honda Vision e si avviò verso casa; venne però subito affiancato al civico 65 di via del Pellegrino da una potente moto con a bordo due killer assoldati per l'occasione che gli spararono un solo colpo alle spalle uccidendolo all'istante davanti ad alcuni passanti. Nei pressi erano appostati diversi membri della banda con funzione di copertura e supporto. I due killer pare fossero Dante Del Santo detto "il cinghiale" e Alessio Gozzani, anche se poi quest'ultimo fu scagionato dall'accusa di essere stato alla guida della moto, che più probabilmente era condotta da Antonio D'Inzillo deceduto latitante in Sudafrica nel 2008.
(Retroscena di Antonio Mancini.)
Il Pm Andrea De Gasperis riferì alla giornalista Raffaella Notariale che i killer di De Pedis erano stati tenuti sotto controllo sin dai primi passi della preparazione del delitto. In un rapporto dell'Alto commissariato per il coordinamento alla lotta contro la delinquenza mafiosa è ricostruito l'intero delitto, dalla preparazione, alla città in cui si rifugiano i killer, fino alla loro cattura all'estero, sulla base del quale fu istruito il processo agli assassini di De Pedis. Chi stilò quel rapporto non mosse un dito per sventare l'agguato. Si è sempre parlato dell'omicidio come un regolamento di conti all'interno della malavita romana ma resta il sospetto che i servizi segreti possano aver avuto un ruolo nell'eliminare Renatino, divenuto troppo potente.
Tumulato inizialmente all'interno del Cimitero del Verano, per volere della famiglia e soprattutto grazie al nulla osta dell'allora vicario di Roma, il cardinale Ugo Poletti, la sua salma venne poi traslata in grande riservatezza il successivo 24 aprile nella Basilica di Sant'Apollinare a Roma, dove De Pedis si era sposato nel 1988. Negli anni a seguire, la vicenda della sepoltura del boss della Magliana all'interno della chiesa romana venne legata anche a quella della sparizione di Emanuela Orlandi, cittadina vaticana e figlia di un commesso della Prefettura della Casa Pontificia, sparita in circostanze misteriose all'età di 15 anni il 22 giugno 1983 a Roma. Nel luglio 2005, infatti, nel corso della trasmissione televisiva Chi l'ha visto? (in onda su Rai Tre) venne mandata in diretta una telefonata anonima che sembrava collegare i due accadimenti: «Riguardo al caso di Emanuela Orlandi, per trovare la soluzione del caso andate a vedere chi è sepolto nella cripta della Basilica di Sant'Apollinare e del favore che Renatino (Enrico De Pedis) fece al cardinal Poletti e chiedete alla figlia del barista di via Montebello che anche la figlia stava con lei [...] con l'altra Emanuela».
Nel 2008 la magistratura romana registra delle dichiarazioni (mai riscontrate e spesso confutate) della pentita ed ex amante di Renatino Sabrina Minardi, intervistata da Raffaella Notariale e poi interrogata dalla Procura stessa, secondo cui De Pedis avrebbe eseguito materialmente il sequestro per ordine dell'allora capo dell'Istituto per le Opere di Religione (IOR), monsignor Paul Marcinkus.
Il 14 maggio 2012, su disposizione dell'Autorità giudiziaria, si è proceduto all'apertura della bara di De Pedis. La salma corrispondeva a quella del boss: indossava un completo blu scuro, cravatta nera, camicia bianca e scarpe, come descritto nei verbali dell'epoca.

### L'arresto, la latitanza e il pentimento di Abbatino
Nel maggio del 1983 il boss Maurizio Abbatino era stato arrestato in un'abitazione sulla Laurentina in seguito ai pedinamenti della sua giovane amante Roberta che in seguito si fidanzerà con Angelo Angelotti; nell'appartamento a fianco veniva invece arrestato il suo amico Edoardo Toscano.
(Abbatino alla domanda se si fosse iniettato davvero il virus di una grave malattia per uscire dalla cella.)
Una volta arrestato quindi, sopravvissuto alla sanguinosa faida scaturita dopo la divisione della Banda tra il gruppo dei testaccini e quello della Magliana, grazie a false perizie di compiacenti medici del carcere di Rebibbia, Abbatino si era fatto ricoverare nella clinica Villa Gina all'EUR con una diagnosi di un tumore osseo in metastasi progressiva che, almeno secondo i referti, gli avrebbe concesso pochi giorni di vita.
(Racconto di Abbatino.)
Con le prime spaccature all'interno della Banda, che vide gli ex sodali trasformarsi in sempre più acerrimi nemici divisi da questioni di denaro e rivendicazioni di potere, il 20 dicembre del 1986 Maurizio Abbatino fu protagonista di una rocambolesca evasione dalla clinica. Poiché gli arresti ospedalieri senza piantonamento (vista la presunta impossibilità del detenuto alla deambulazione, costretto su una sedia a rotelle) durarono molto poco, Abbatino riuscì a calarsi da una finestra del primo piano e a dileguarsi con l'aiuto del fratello Roberto.
(Interrogatorio di Maurizio Abbatino del 3 dicembre 1992)

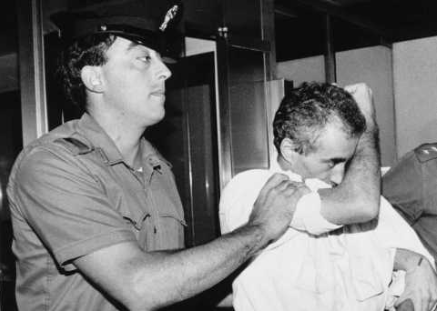
L'arresto di Maurizio Abbatino

Un mese dopo l'evasione dalla clinica, Abbatino, ospitato da un infermiere finché non si fosse ripreso fisicamente (era arrivato a pesare 40 kg), decise che Roma era diventata troppo pericolosa per lui, stretto tra la morsa della polizia e dei suoi ex amici della Banda; scelse allora di fuggire in Sud America aiutato dal fratello.
Nel marzo del 1990 suo fratello Roberto venne brutalmente assassinato con 35 coltellate da alcuni esponenti della Banda interessati a scoprire dove si fosse rifugiato il boss. Uno degli esecutori sarebbe stato Angelo Angelotti, nuovo fidanzato della sua amante Roberta, che sarà poi arrestato nel dicembre 1998, condannato a 30 anni di reclusione e ucciso nel 2012 da un gioielliere in zona Spinaceto. Complici di Angelotti per l'omicidio di Roberto Abbatino sarebbero stati Marcello Colafigli e Libero Mancone ma l'accusa, alla quale non credeva neanche Maurizio, in tribunale non riuscirà a essere provata.
(Alla domanda se furono i Testaccini e Angelotti ad uccidere Roberto.)
Gli uomini della Squadra Mobile romana e della Criminalpol, che per anni gli diedero la caccia per dare seguito a cinque fra ordini e mandati di cattura per una sfilza di reati tra cui nove omicidi, traffico internazionale di droga e associazione a delinquere, a fine 1991 lo individuarono in Venezuela, grazie anche ad una sua telefonata alla madre intercettata la sera di Capodanno. Il 24 gennaio 1992, a Caracas mentre stava uscendo di casa venne arrestato dall'ispettore Michele Pacifici della Squadra Mobile e Pietro Milone della Criminalpol.
Avviate le pratiche per il trasferimento del boss in patria, il 4 ottobre di quell'anno Abbatino venne espulso dal Venezuela, dopo 8 mesi di carcere passati in 3 penitenziari diversi (al Rodeo, il più duro del Paese, per sopravvivere fu costretto a tagliare l'orecchio a un detenuto), venne preso in consegna dagli uomini della Squadra Mobile e riportato in Italia.
Sin dai giorni immediatamente successivi al suo arresto, in territorio venezuelano, Abbatino manifestava propositi di collaborazione agli stessi ufficiali della Polizia Giudiziaria italiana:
Dato che la notizia del suo pentimento raggiunse l'Italia prima dell'arrivo del volo, all'aeroporto di Fiumicino, ci fu un grosso spiegamento di forze dell'ordine, giornalisti, fotografi e telecamere. Finito subito nel carcere di Belluno, dopo un mese e mezzo e decine di verbali venne trasferito nella scuola di polizia di Campobasso in regime extracarcerario e poi, nell'agosto del 1993, in una località protetta. Decise quindi di intraprendere questo percorso di collaborazione con la magistratura, spinto da un grosso sentimento di rivalsa nei confronti dei suoi ex amici, aumentato anche dal fatto che, durante la sua latitanza, si erano resi protagonisti dell'omicidio del fratello, torturato a morte per cercare di scoprire il suo rifugio. Il suo corpo, completamente massacrato e con il petto squarciato da una coltellata finale, riaffiorerà alcuni giorni dopo dal fiume Tevere, all'altezza di Vitinia.
Alle 4 del mattino del 16 aprile 1993 scattò a Roma una gigantesca operazione di polizia, denominata Operazione Colosseo, con la mobilitazione di quasi 600 agenti di Criminalpol, Digos e Squadra Mobile: un fascicolo di cinquecento pagine pieno zeppo di date, nomi e prove che consentì di ridisegnare la mappa dell'organizzazione malavitosa romana e di stabilire con precisione ruoli e responsabilità dei vari componenti, dal quale scaturirono 69 ordini di cattura firmati dal giudice istruttore Otello Lupacchini, di cui una decina vennero consegnati in carcere ad altrettanti detenuti mentre 13 ricercati scamparono alle manette. Tra gli arrestati anche Antonio Mancini, Massimo Carminati, il cassiere della Banda Enrico Nicoletti, Ernesto Diotallevi, Paolo Frau, Roberto Fittirillo, Eugenio Serafini, Giuseppe De Tommasi, Gianfranco Urbani, Salvatore Nicitra e gli altri neri Claudio Bracci, Santo Duci e Fausto Busato. Nel giugno del 1995 molti torneranno in libertà per la scadenza dei termini di custodia cautelare e poiché le richieste di proroga erano state trafugate in Procura.
Le confessioni di Abbatino, che in gran parte confermavano quelle dei precedenti collaboratori Fulvio Lucioli e Claudio Sicilia (a cui però gli investigatori non avevano concesso allora il credito necessario), si andranno a sommare a quelle di Vittorio Carnovale (arrestato nel 1993), Antonio Mancini e della sua compagna Fabiola Moretti (arrestati nel gennaio del 1994). Nell'interrogatorio che renderà il 25 aprile, l'Accattone spiegherà così le ragioni della sua scelta di collaborazione:
(Interrogatorio di Antonio Mancini del 25 aprile 1994)

### I processi

#### Sequestro Grazioli
Il primo processo istruito sulla base delle dichiarazioni di Abbatino fu quello per il sequestro e l'omicidio di Massimiliano Grazioli Lante della Rovere. Il 20 gennaio 1995, davanti alla Seconda Corte d'assise presieduta da Salvatore Giangreco, si diede inizio al procedimento nei confronti di: Emilio Castelletti, Renzo Danesi, Giorgio Paradisi, Giovanni Piconi, Marcello Colafigli oltre al pentito Abbatino per quanto riguarda la Banda della Magliana mentre per quella di Montespaccato Franco Catracchi, Antonio Montegrande, Stefano Tobia e Giovanni De Gennaro. Quest'ultimo, detto Faccia d'angelo, veniva arrestato nel dicembre 1994 mentre Enrico Mariotti, il basista, verrà beccato a Londra nel 1995 ed estradato solo nel 2007.
Per tutti il pubblico ministero Andrea De Gasperis chiese la condanna all'ergastolo, con la sola eccezione del pentito Abbatino per il quale la pena richiesta fu di 8 anni e 6 mesi, anche in relazione alla sua collaborazione offerta ai magistrati in fase di istruttoria e dibattimentale. Il 29 luglio 1995, dopo appena due ore di camera di consiglio, la corte condannò tutti gli imputati della Magliana, per il solo reato di sequestro di persona, a 20 anni di reclusione e a 8 anni il pentito Abbatino. Al carcere a vita vennero invece condannati Montegrande e De Gennaro - perché ritenuti responsabili anche di omicidio (dell'ostaggio) e occultamento di cadavere - mentre Catracchi prese 18 anni, Mariotti 22 e Tobia venne assolto. Il 26 ottobre 1997 la Corte d'Appello annullò i due ergastoli e la condanna di Catracchi “per non aver commesso il fatto” ma le assoluzioni sarebbero state cancellate il mese seguente da un successivo processo d'appello chiesto dalla Cassazione.

#### Maxiprocesso alla banda
Il 3 ottobre del 1995, nell'aula bunker allestita appositamente nell'ex palestra olimpionica del Foro Italico di Roma, iniziò invece il maxiprocesso che vide alla sbarra l'intera Banda della Magliana. I capi d'imputazione portati davanti alla Corte d'Assise romana presieduta da Francesco Amato, nei confronti dei 98 imputati, facevano riferimento a reati quali il traffico di sostanze stupefacenti, le estorsioni, il riciclaggio del denaro sporco, le speculazioni edilizie e commerciali, omicidio, rapina e soprattutto l'associazione a delinquere di stampo mafioso.
Il dibattimento finirà inevitabilmente per toccare anche i legami del gruppo con le altre organizzazioni mafiose (cosa nostra, camorra e 'ndrangheta) e con le organizzazioni legate all'eversione nera, in riferimento al coinvolgimento della banda in molti dei misteri italiani, dal caso Moro, al delitto Pecorelli, alla strage di Bologna.
Il 20 giugno 1996, al termine di una lunghissima istruttoria, il pubblico ministero Andrea De Gasperis richiese per i 69 imputati (mentre altri 19 avevano invece optato per il rito abbreviato) condanne per un totale di quasi cinque secoli di carcere: sei ergastoli, pene variabili tra i due e i 30 anni di reclusione, più 17 assoluzioni.
Il 23 luglio 1996, dopo quasi due giorni di camera di consiglio, la Corte lesse la sentenza che complessivamente confermava in gran parte le richieste del pubblico ministero e dichiarava l'attendibilità dei vari pentiti, a cui vennero quindi applicati i vari sconti di pena.
- Raffaele Pernasetti - condannato a 4 ergastoli
- Marcello Colafigli - condannato all'ergastolo
- Giorgio Paradisi - condannato a 2 ergastoli
- Enzo Mastropietro - condannato a 30 anni
- Renzo Danesi - condannato a 25 anni
- Maurizio Abbatino - condannato a 12 anni
- Vittorio Carnovale - condannato a 10 anni
- Massimo Carminati - condannato a 10 anni
- Giovanni Piconi - condannato a 6 anni
- Enrico Nicoletti - condannato a 6 anni
- Antonio Mancini - condannato a 1 anno
- Fabiola Moretti - condannata a 10 mesi

Tra gli assolti, per non aver commesso il fatto, ci furono Claudio Bracci, Ernesto Diotallevi, Alessandro D'Ortenzi, Paolo Frau, Antonella Rossi, Giovanni Tigani, Emilio Salomone Giovanni Scioscia, Massimo Sabatini e Salvatore Nicitra.
Nel processo di secondo grado, il 27 febbraio del 1998, la Prima corte di Assise di Appello si pronunciò così:
- Raffaele Pernasetti - condannato a 1 ergastolo
- Marcello Colafigli - condannato a 30 anni
- Giorgio Paradisi - condannato a 22 anni e 6 mesi
- Enzo Mastropietro - condannato a 30 anni
- Renzo Danesi - condannato a 25 anni
- Massimo Carminati - condannato a 6 anni e 6 mesi
- Giovanni Piconi - condannato a 6 anni
- Enrico Nicoletti - condannato a 6 anni

Confermò sostanzialmente le assoluzioni e le condanne (anche per associazione mafiosa), applicando solo alcune lievi riduzioni di pena e tramutando anche alcuni ergastoli in condanne varianti da 21 a 30 anni di reclusione. I pentiti non presentarono ricorso.
Il 26 gennaio 2000 la Cassazione decise il rinvio a un'altra sezione della Corte d'Appello di Roma per un'altra valutazione della sussistenza del 416-bis (associazione di stampo mafioso) accogliendo il ricorso di alcuni imputati. Verrà stabilito che la Banda era solo un'associazione a delinquere semplice e verranno ridotte le pene a tutti (non ad Abbatino che dopo il primo grado non aveva presentato ricorso per la condanna a 12 anni): il 6 ottobre dello stesso anno la II Corte di Assise di Roma emette le condanne per 19 imputati senza l'accusa “di stampo mafioso”; Colafigli, Carminati e Nicoletti fecero ricorso.
Negli anni che seguirono, in diverse occasioni esponenti della banda vennero implicati in vario modo anche in altri processi, come quello per l'omicidio del giornalista Mino Pecorelli, del presidente del Banco Ambrosiano Roberto Calvi, per il tentato omicidio del direttore generale del Banco Roberto Rosone o per il coinvolgimento nella strage alla stazione ferroviaria di Bologna.
Colpita al cuore dal lavoro della magistratura nei processi e dalle varie condanne che ne scaturirono, oltre che dagli omicidi legati alla sanguinosa faida interna, la Banda della Magliana si avviò così verso il suo declino completo.

## Gli anni 2000
(Intervista ad Antonio Mancini)
Nonostante il nucleo storico della banda della Magliana sia stato decimato da arresti, omicidi, pentimenti e condanne, molti segnali, tra i quali le parole del boss pentito Antonio Mancini e alcuni fatti di cronaca, sembrerebbero avvalorare la tesi secondo la quale l'organizzazione criminale sia ancora attiva.
(Intervista ad Antonio Mancini)

### L'omicidio di Paolo Frau
Il 18 ottobre del 2002 veniva ucciso a colpi di arma da fuoco Paolo Frau, 53 anni ed ex luogotenente di "Renatino" De Pedis e poi a capo di un'organizzazione criminale operante sul litorale romano, freddato mentre saliva a bordo della sua auto nei pressi della sua abitazione, in via Francesco Grenet ad Ostia Lido. Uno dei due killer in moto, con il volto coperto da caschi integrali, dopo aver fatto scattare l'antifurto della sua BMW, attese Frau in strada e lo colpì con tre pallottole a bruciapelo. Assolto in appello nel maxi-processo alla banda, era diventato il luogotenente di Emidio Salomone nella piazza di Ostia, dove assunse il controllo delle nuove attività sul litorale, del racket delle estorsioni e del gioco clandestino. Il suo delitto è, ad oggi, ancora irrisolto.

### Gli omicidi Morzilli e Salomone
Il 29 febbraio 2008, nel quartiere romano di Centocelle, viene assassinato con un colpo di pistola alla testa Umberto Morzilli, 51 anni, colpito da due sicari in moto che lo bloccano in piazza delle Camelie mentre, a bordo della sua Mercedes-Benz Classe A, aveva cercato di aprire la portiera nel tentativo di sottrarsi all'agguato. Un passato da carrozziere e poi da affiliato alla banda, prima come spacciatore e successivamente come grosso trafficante di droga. Nel 2002 cominciò a fare affari con Danilo Coppola; nel 2003 venne arrestato per estorsione assieme a Antonio "Tony" Nicoletti (figlio di Enrico Nicoletti, cassiere della Banda).
Il 4 giugno 2009 viene assassinato Emidio Salomone, 55 anni e un passato nella banda; viene freddato da due killer in moto che gli sparano due colpi di pistola al volto, davanti a una sala giochi di via Cesare Maccari ad Acilia, nella periferia di Roma. Sfuggito nel novembre del 2004 al blitz contro gli eredi della banda, nel quale finirono in manette 18 persone, Salomone venne poi arrestato in Danimarca nel 2005 ma, rimesso in libertà prima ancora di essere estradato dopo una decisione del Tribunale del Riesame di Roma, era rientrato in Italia dove aveva ripreso a lavorare nel racket delle estorsioni, dell'usura e del traffico di droga ad Ostia. Il 12 settembre del 2011, per omicidio premeditato aggravato dal metodo mafioso e in concorso con altre due persone, finisce in manette Massimo Longo con l'accusa di essere il mandante del delitto Salomone il cui movente sarebbe stato lo spaccio di eroina nella piazza di Acilia.

### La recrudescenza
Il 21 settembre del 2010, nell'ambito di una grossa operazione antiriciclaggio disposta dalla Direzione Distrettuale Antimafia di Roma e condotta dalla Polizia di Stato che mette fine a un'organizzazione criminale dedita all'usura, al riciclaggio di denaro, al millantato credito, alle estorsioni e alle truffe, porta all'arresto di 11 persone e a numerosissime perquisizioni. Le persone coinvolte sono esponenti della criminalità organizzata romana e napoletana, tra i quali spicca il nome di Enrico Nicoletti, il cosiddetto cassiere della Banda della Magliana. L'indagine era partita dall'omicidio di Umberto Morzilli del febbraio 2008, personaggio legato all'immobiliarista Danilo Coppola.
Il 2 ottobre del 2010 le Squadre Mobili di Roma e Caserta sventano una rapina al caveau di un istituto di credito ubicato in pieno centro della cittadina campana e arrestano 7 persone tra cui il pluripregiudicato Manlio Vitale, 61 anni detto Er Gnappa, ex esponente della banda e amico fraterno di Enrico De Pedis. I sette, sorpresi al lavoro mentre effettuavano il carotaggio di una parete in cemento armato, furono bloccati quando oramai erano a pochi centimetri dal caveau. Arrestato già nel 1978, 1980 e nel 1985, Vitale fu anche coinvolto nell'omicidio di un altro componente della Magliana, Amleto Fabiani e, infine, nel 2000 venne accusato di essere uno dei mandanti del furto di 147 cassette di sicurezza sottratte al caveau della Banca di Roma di piazzale Clodio.
Il 5 luglio 2011, il trentatreenne Flavio Simmi viene ucciso con 9 proiettili esplosi a distanza ravvicinata in un agguato in pieno giorno in via Grazioli Lante, nel quartiere Prati, nel centro di Roma. L'uomo, che era già stato gambizzato nel febbraio dello stesso anno, era figlio di Roberto Simmi e nipote di Tiberio, accusati in passato di usura e ricettazione e arrestati (ma poi prosciolti da ogni accusa) nel 1993, nell'ambito dell'Operazione Colosseo, perché ritenuti legati al nucleo storico della banda della Magliana. Un'informativa della polizia li descrive in questo modo: «Roberto Simmi è il fratello del più noto Tiberio, più volte visto in compagnia di Enrico De Pedis. Tiberio, con il figlio Alessio, gestisce un negozio di oreficeria assiduamente frequentato da Maurizio Lattarulo. Presso il negozio di piazza del Monte, invece, è stata rilevata anche la presenza di Antonio Mancini e di Raffaele Pernasetti. Inoltre dall'intercettazione telefonica ancora in corso si è potuto stabilire che il negozio è stato, per un periodo di tempo, frequentato dal famoso faccendiere Ernesto Diotallevi inquisito unitamente ai noti Francesco Pazienza, Flavio Carboni e altri pregiudicati della vecchia Banda della Magliana per le vicende del crack del Banco Ambrosiano e per l'attentato al vice direttore Roberto Rosone, durante il quale viene ucciso uno degli attentatori, Danilo Abbruciati. Nelle attività dei fratelli Simmi investiva Franco Giuseppucci il quale ricettava titoli di credito e polizze e, per conto terzi, riciclava denaro sporco presso gli ippodromi e le sale corse»
Il 6 luglio 2011, viene nuovamente arrestato Enrico Nicoletti con l'accusa di associazione a delinquere finalizzata alla commissione di millantato credito, truffa, usura, falso, riciclaggio e ricettazione nell'ambito di un'operazione anti-usura e anti-riciclaggio nei confronti di un gruppo criminale dedito alle truffe nel settore immobiliare legato alle aste giudiziarie e di cui Nicoletti sarebbe stato a capo. Dopo poco lascerà il carcere per scontare la pena in regime di arresti domiciliari. Il 27 febbraio 2012, a 75 anni e con un patrimonio di oltre 600 milioni di euro, è tornato di nuovo tra le sbarre del carcere romano di Rebibbia per scontare un residuo di pena di sei anni e mezzo, con sentenza definitiva della Cassazione per associazione a delinquere finalizzata all'usura. Affetto da cardiopatia, ipertensione e fibrillazione cronica, dopo il trasferimento all'ospedale di Parma finirà ai domiciliari ad Amelia, in Umbria, da una parente.
Il 12 luglio 2011 la squadra mobile romana arresta Giuseppe De Tomasi e altre 11 persone accusate di aver messo in piedi una vera e propria organizzazione criminale dedita alla gestione di sale da gioco, all'estorsione, ricettazione, riciclaggio e usura nei confronti di imprenditori e personaggi del mondo dello spettacolo. Tra gli altri arrestati ci sono molti componenti della sua famiglia: i figli Arianna e Carlo Alberto, la moglie Anna Maria Rossi, il genero Roberto Roberti e la consuocera Celestina Adriana Carletti. Sequestrati anche ventuno conti correnti, dieci immobili, nove società alcune autovetture, per oltre cinque milioni di euro.
Il 28 aprile 2012, durante un tentativo di rapina nei confronti di due fratelli commercianti di gioielli, nel nuovo quartiere di Mezzocammino (Spinaceto) sito alla periferia sud-ovest della capitale, uno dei malviventi viene ucciso, colpito al petto dopo un violento conflitto a fuoco. Si tratta di Angelo Angelotti, 61 anni e componente storico della Magliana che, nel 1995, era già finito sotto processo per l'omicidio di De Pedis perché ritenuto tra coloro che lo attirarono nella trappola in via del Pellegrino vicino a Campo de' Fiori, dove poi fu ucciso.
Il 6 ottobre 2014 il sostituto procuratore generale della Repubblica presso la Corte di appello di Roma Otello Lupacchini ottiene la riapertura del caso riguardante la sentenza di primo grado della rapina in cui Angelo Angelotti ha perso la vita per mano del gioielliere Andrea Polimadei, poi assolto per legittima difesa. A questa vicenda corrisponderebbero gli atti intimidatori e i pedinamenti verso Cinzia Pugliese, ex compagna di Angelotti, emersi nell'ordinanza Nuova Alba che ha decapitato la mafia ad Ostia. Intimidazioni culminate poi nella gambizzazione della donna avvenuta il 26 luglio 2013, presumibilmente da parte di Riccardo Sibio, appartenente al clan dei Fasciani e spesso al servizio anche dei componenti della Banda, facendo immaginare così ad un vero e proprio regolamento di conti risalente ad oltre vent'anni prima in seguito all'omicidio di Enrico De Pedis.
Il 20 dicembre 2015 viene arrestata nuovamente Fabiola Moretti per aver effettuato insieme al figlio di 28 anni una spedizione punitiva verso il compagno della figlia. La sera stessa, dopo aver raggiunto l'abitazione del convivente e averlo minacciato con una pistola giocattolo, lo ha colpito per ben quattro volte con un coltello a serramanico senza però condurlo in pericolo di vita.
Il 15 marzo 2016 viene di nuovo arrestato Manlio Vitale detto er Gnappa insieme al figlio Danilo e altre 23 persone compreso Rodolfo Fusco, già braccio destro ai tempi della Banda, con l'accusa di essere a capo di un'organizzazione criminale finalizzata a efferate rapine in abitazioni, furto, ricettazione, detenzione e porto abusivo di armi da fuoco.
Il 20 maggio 2016 viene arrestata per la seconda volta in un mese Nefertari Mancini di 22 anni, figlia di Antonio Mancini e Fabiola Moretti, insieme al compagno per traffico e spaccio di sostanze stupefacenti nella propria abitazione di via dei Papiri presso la zona dei Castelli romani.
Il 10 novembre 2016 viene arrestata per l'ennesima volta Fabiola Moretti insieme ad altre 14 persone in una maxioperazione riguardante un grosso traffico di sostanze stupefacenti in arrivo dalla Colombia e Guatemala per poi essere distribuito nella zona ovest di Roma, in particolare nei quartieri del Corviale, Trullo e Casetta Mattei.
Nel settembre del 2017 viene arrestato Massimo Nicoletti detto Barba, 53 anni e figlio del cassiere della Banda, accusato di trasferimento fraudolento di beni al fine di eludere la normativa antimafia in materia di misure di prevenzione patrimoniali o agevolare il riciclaggio; gli vengono sequestrate due società capitali e le quote del capitale di una terza società per un valore di 5 milioni di euro. Nicoletti jr emerge come dominus di rilevanti investimenti nel mercato immobiliare dell'hinterland romano come il complesso residenziale a Vermicino e ha precedenti per traffico di droga, usura ed estorsione. Nel settembre 2019 verrà condannato a 4 anni e 3 mesi di reclusione.
Il 21 gennaio 2018 viene arrestato in un lussuoso attico di Alicante in Spagna il 76enne Fausto Pellegrinetti, appartenente alla nuova Banda della Magliana e latitante da ben 15 anni da quando è evaso dalla clinica romana Belvedere Mondello nel 1993 dove si trovava ricoverato in regime di arresti domiciliari. Pellegrinetti si sarebbe incontrato negli anni '80 secondo le rivelazioni di Antonio Mancini, con il gruppo del Tufello ed insieme ad Abbruciati e Toscano avrebbero collaborato per impadronirsi del controllo del traffico di stupefacenti oltre ai sequestri, rapine ed estorsioni, addirittura nello stesso incontro avrebbero discusso del tentato omicidio del giudice Imposimato. Il latitante era stato condannato in via definitiva a 13 anni di reclusione per associazione a delinquere finalizzata al narcotraffico e riciclaggio.
A seguito dell'ordinanza cautelare del 25 gennaio 2018 firmata dal gip Simonetta D'Alessandro e che ha portato all'arresto di 32 esponenti del clan Spada per associazione di tipo mafioso, viene riportato come il gruppo degli "zingari" per allargare i propri traffici attraverso i videopoker si fossero messi in contatto con Franco Colò detto "il ciccione", storico braccio destro di Renatino De Pedis ai tempi della Banda per finanziare l'avviamento di numerose sale da gioco su tutto il territorio di Ostia ed anche da intermediario su tutta la provincia del Lazio a partire dal dicembre 2016.
Il 23 novembre 2019 Fabiola Moretti, ex compagna di Mancini e Abbruciati, viene nuovamente arrestata con 105 g di cocaina nel reggiseno mentre viene denunciato a piede libero il fidanzato della figlia che aveva accoltellato quattro anni prima; viene processata per direttissima con la concessione dei domiciliari con braccialetto elettronico.
L'11 febbraio 2020 tra i 38 arrestati di una grande operazione che riguardava tutta la zona nord della capitale, fa parte anche Salvatore Nicitra, già in carcere dal 2018, che negli anni ha monopolizzato con modalità mafiose tutta la distribuzione e gestione delle apparecchiature per il gioco d'azzardo principalmente nella zona di Primavalle. Già amico di Franco Giuseppucci e referente di Enrico De Pedis, le indagini hanno consentito di far luce anche su 5 casi irrisolti degli anni '80 che vedono coinvolto anche Nicitra.
Il 4 novembre 2020 viene arrestato Roberto Fittirillo durante l'operazione denominata Magliana Fenix insieme al figlio Massimiliano ed altre 18 persone per traffico di sostanze stupefacenti nell'area del Tufello, nelle indagini si evince che riuscivano a fatturare cifre da capogiro fino a 5 milioni di euro al mese grazie a narco-broker come Marini Alessio detto Black che gestiva la distribuzione alle piazze di spaccio l"attività ha congiunto numerose figure della malavita romana.
L'8 febbraio 2024 viene arrestato dopo 10 anni di latitanza Guglielmo Sinibaldi a causa di una condanna per truffa e ricettazione del 2014. Vicino a Maurizio Abbatino, fu protagonista dell'operazione "Colosseo" e di numerosi depistaggi sulla strage della stazione di Bologna.
Il 4 giugno 2024, Marcello Colafigli è stato nuovamente arrestato nell'ambito di un'indagine per traffico internazionale di stupefacenti, di cui è stato ritenuto organizzatore avvalendosi delle sue conoscenze, nonostante fosse in regime di semilibertà. L'accusa mossagli dagli inquirenti è quella di aver pianificato cessioni e acquisti di ingenti quantitativi di sostanze stupefacenti dalla Spagna e dalla Colombia, mantenendo rapporti con esponenti della 'ndrangheta, della camorra, della mafia foggiana e con albanesi inseriti in un cartello narcos sudamericano, continuando a organizzare lo spaccio nel suo storico quartiere della Magliana.

### I rapporti con la politica
Maurizio Lattarulo, chiamato Provolino, nel luglio del 2008 ha ricevuto un incarico da esterno per le Politiche Sociali al comune di Roma da parte di Gianni Alemanno. Lattarulo, coinvolto e prosciolto in un'indagine sui Nar, da luglio a dicembre 2008 avrebbe ricevuto dal Comune poco più di 13.000 euro e nei due anni successivi quasi 31.000 euro. Nel luglio del 2012 era segretario particolare dell'allora presidente della Commissione politiche sociali, Giordano Tredicine.
Il 23 febbraio 2010, nell'ambito di un'inchiesta sul riciclaggio di capitali legati alla 'Ndrangheta, il senatore del PDL Nicola Di Girolamo viene accusato di aver partecipato ad un sodalizio criminale che, assieme a Gennaro Mokbel, personaggio collegato in passato ad ambienti della destra eversiva, avrebbe riciclato oltre 2 miliardi di euro e favorito l'elezione del senatore nel collegio estero di Stoccarda, ad opera dalla famiglia Arena, 'ndrina di Isola di Capo Rizzuto. Gennaro Mokbel è, tra l'altro, un uomo legato ad Antonio D'Inzillo che, considerato uno dei killer del boss della Magliana Enrico De Pedis, fu arrestato dalla polizia il 22 maggio del 1992 proprio nell'abitazione dello stesso Mokbel, che per questo motivo venne anche denunciato. Nel 1993, D'Inzillo riuscì comunque a fuggire all'estero, schivando il mandato di cattura a suo carico (proprio per l'omicidio di Renatino) all'interno della famosa Operazione Colosseo che, grazie alle dichiarazioni del pentito Maurizio Abbatino, diede il via al maxiprocesso che decapitò l'intera banda della Magliana. Una latitanza la sua che l'ordinanza del gip Aldo Morgioni sostiene sia stata finanziata proprio da Mokbel e che ha termine il 26 giugno 2008 quando viene resa pubblica la notizia della sua morte in un ospedale di Nairobi, in Kenya. Il suo corpo, frettolosamente cremato, non venne mai messo a disposizione della magistratura italiana.
Il 2 dicembre 2014 l'ex NAR Massimo Carminati, vicino alla Banda già dalla fine degli anni ‘70, viene arrestato assieme ad alcuni complici nell'ambito dell'operazione Mafia Capitale; chiamata come Cupola Romana o ancora Clan Carminati, questa organizzazione operava a Roma già a partire circa dal 2000, affondando le sue radici nelle rapine dei NAR degli anni ottanta e successivamente nella stessa banda della Magliana. Al processo di primo grado svoltosi presso la X sezione penale del tribunale di Roma, il 27 aprile 2017, al termine della requisitoria, il procuratore aggiunto Paolo Ielo e i sostituti Giuseppe Cascini e Luca Tescaroli chiedono la sua condanna a 28 anni di carcere. Il 20 luglio 2017 Massimo Carminati viene condannato in primo grado a 20 anni di reclusione per associazione a delinquere; cade invece l'accusa di associazione mafiosa riconosciuta poi di nuovo l'11 settembre 2018. Il 22 ottobre 2019 la Cassazione di nuovo non riconosce l'aggravante mafioso, come per la Banda, stabilendo che sia celebrato un nuovo processo di appello per la rimodulazione delle pene.
Il pentito Abbatino, rimasto senza protezione dal 2015 e senza pensione di invalidità dal 2017 a causa della condanna per mafia (nel 2000 era stato stabilito che la Banda era solo un'associazione a delinquere semplice e non a stampo mafioso di conseguenza erano state ridotte le pene a tutti tranne che per Abbatino che dopo il primo grado non aveva presentato ricorso), riguardo a Carminati e Mafia Capitale racconterà:
L'avvocato di Carminati ha messo in discussione le mie dichiarazioni e quelle di altri collaboratori parlando di "pentiti coccolati dalla procura". In realtà Carminati non mi ha mai querelato perché sa bene che ho detto la verità. Il Cecato ha svuotato cassette di sicurezza di magistrati e avvocati: io ho fatto la scelta di collaborare, lui quella di ricattare. Chi di noi è il più infame? Non è solo per quello che ho detto che sono un bersaglio. Ma per tutte le cose che so e che non ho raccontato perché impossibili da dimostrare. Carminati l'ha sempre fatta franca e anche questa volta finirà che lo grazieranno e sconterà solo qualche anno. Ha negato i suoi rapporti con noi della Magliana, ci ha chiamato "quelli che spacciavano droga". Per il tentato omicidio Parenti- Marchesi [uno degli agguati messi a segno per vendicare Giuseppucci, ndr] c'era anche lui. L'ho detto anche in tribunale: era in macchina con me. Eppure è stato assolto, con un alibi tirato fuori a distanza di anni grazie alle amicizie che avevamo all'ospedale militare del Celio. Da quando è stato imputato nel processo per l'omicidio Pecorelli, Carminati è sempre stato protetto. Era legatissimo a Danilo Abbruciati e aveva libero accesso al ministero della Sanità, dove c'era il deposito di armi. Da quegli scantinati Carminati prese un mitra Mab, con numero di matricola abraso e calcio rifatto artigianalmente. Lo stesso mitra che fu ritrovato nel gennaio del 1981, pochi mesi dopo la strage di Bologna, in una valigetta sul treno Taranto- Milano. Il contenuto di quella valigetta serviva per depistare le indagini sulla strage, per portarle su una pista straniera.»

## Composizione

### Gruppo della Magliana

#### Fazione Magliana-Trullo
- Maurizio Abbatino, detto Crispino. Nato nel cuore della Magliana Vecchia, prima dell'incontro con Giuseppucci era già a capo, pur giovanissimo, di una batteria di malavitosi di quartiere specializzata in rapine. Arrestato nel 1972 e nel 1974, prima per furto e resistenza a pubblico ufficiale e poi per duplice omicidio (assolto per insufficienza di prove)
- Marcello Colafigli, detto Marcellone. Amico fraterno di Giuseppucci, con cui spesso si ritrova in una batteria dedita alle rapine, è introdotto da quest'ultimo nel nucleo originario della banda
- Edoardo Toscano, detto l'Operaietto. Arrestato per rapina e tentato omicidio nel 1975, lo stesso anno evade dal carcere romano di Regina Coeli assieme a Selis e Magliolo. Tornato libero, si unisce alla batteria del Sardo, per poi aderire al progetto criminale della banda. Cognato di Vittorio Carnovale, venne ucciso il 16 marzo 1989 a Ostia.
- Antonio Mancini, detto Accattone o Zio Nino. Finito di scontare gli arresti domiciliari nel 1998, dall'inizio degli anni duemila presta servizio volontario di assistenza a ragazzi disabili.
- Vittorio Carnovale, detto Er Coniglio. Cognato di Toscano, fu operativo prevalentemente nella zona del Trullo. Nel corso degli anni fu accusato di vari omicidi.
- Giuseppe Carnovale, detto Er Tronco. Fratello di Vittorio e cognato di Toscano, fu coinvolto negli omicidi di Claudio Vannicola ed Enrico de Pedis.
- Claudio Sicilia detto il Vesuviano. Originario di Giugliano in Campania (NA) e nipote del boss Alfredo Maisto, si stabilisce a Roma nel 1978 e diviene ben presto l'anello di congiunzione della banda con la Nuova Camorra Organizzata di Raffaele Cutolo.
- Giorgio Paradisi, detto Er Capece. Attivo nel settore delle rapine ai camion, entra nella banda attraverso la conoscenza di Giuseppucci, con cui divide la comune passione per i cavalli e la frequentazione di ippodromi, sale corse e bische.
- Renzo Danesi, detto El Caballo. Originario del Trullo, fa parte del gruppo di malavitosi dediti alle rapine che gravita attorno ad Abbatino, il quale poi non manca, sin dall'inizio, di coinvolgerlo nel progetto criminale della banda
- Enzo Mastropietro, detto Enzetto. Anche lui frequenta l'ambiente dei rapinatori della Magliana di Abbatino per poi entrare a far parte del nucleo storico della banda.
- Emilio Castelletti, rapinatore, assieme ad Abbatino partecipa, tra le altre cose, al tentato sequestro Pratesi che si conclude con la fuga dell'ostaggio.
- Angelo De Angelis, detto Er Catena. Pregiudicato, con diversi precedenti penali a suo carico, si vantava di far parte di un gruppo massonico per il quale agiva e da cui riceveva protezione a livello poliziesco e processuale. Trafficante di stupefacenti, attività che prosegue anche nella banda, è accusato dai componenti della stessa di tagliare la cocaina che era incaricato di vendere e per questo ucciso.
- Giovanni Piconi, detto Gianni. Era legato al nucleo originario della banda che ruotava intorno ad Abbatino.
- Gianfranco Sestili, introdotto da Colafigli insieme al quale, in seguito, gestisce il controllo del mercato degli stupefacenti alla Montagnola e a Tor Marancia. Più tardi opera anche come fiancheggiatore, curando il trasporto delle armi a disposizione della banda e la loro riconsegna, dopo le azioni, nel deposito presso il Ministero della Sanità
- Massimo Speranza, legato alla banda attraverso Edoardo Toscano, e attivo come spacciatore nella zona di Dragona. Pentitosi successivamente, diede inizio al cosiddetto "Processo Speranza".
- Ludovico Speranza, fratello di Massimo, entrò nella banda nel 1980. da sempre contrario al pentimento del fratello, venne condannato per spaccio nel 1993. Datosi alla latitanza, venne poi arrestato nel 2013.
- Claudio Vannicola, detto la Scimmia, arrestato nel 1977 per una maxi-rapina, uscì dal carcere nel 1979, e divenne un grande spacciatore. Venne poi ucciso nel 1982, a causa del fatto che tratteneva per sé una parte dei proventi dovuti allo spaccio.
- Angelo Angelotti, detto Er Caprotto; grazie alle sue soffiate fu determinante negli omicidi di Massimo Barbieri e di Enrico De Pedis.

#### Fazione Ostia-Acilia
- Nicolino Selis, detto Er Sardo. Nato in Sardegna, a Nuoro, ben presto si trasferisce nella capitale divenendo, in poco tempo, uno dei padroni incontrastati del traffico di droga e delle rapine nella zona di Ostia. Si occupa principalmente di tenere i contatti tra l'organizzazione e la Nuova Camorra Organizzata di Raffaele Cutolo, da lui conosciuto anni prima in carcere e di cui diviene il referente su Roma per il traffico di droga, il riciclaggio e la vendita di armi.
- Antonio Leccese detto Er Biondo. Personaggio di rilievo, ma certamente non di particolare spicco nella malavita romana, marito di Anna Paola Selis, sorella di Nicolino. Controlla per conto del cognato il traffico di droga nei quartieri di Casal Bruciato e Tiburtino, oltre che adoperarsi come suo guardaspalle.
- Giuseppe Magliolo, detto Il Killer. Arrestato già diverse volte per aver commesso vari omicidi su commissione e uomo di fiducia di Selis, che aveva conosciuto da ragazzino. Nel 1975, durante un periodo di detenzione, i due sono protagonisti con Edoardo Toscano di un'evasione dal carcere di Regina Coeli.
- Giovanni Girlando, detto Gianni Er Roscio. Luogotenente di Toscano, si unisce alla batteria di Selis con cui, nel 1976, realizza una serie di furti e rapine a mano armata in banche e uffici postali. Arrestato dopo la rapina al treno Chiusi-Siena, è condannato a 5 anni e 10 mesi di carcere. Una volta libero si dedica al traffico di droga, attività che prosegue anche all'interno della banda.
- Fulvio Lucioli, detto Il Sorcio. Nel 1976 entra a far parte della batteria capeggiata da Selis che, per i seguenti due anni, fino al suo arresto, mette a segno un incredibile numero di rapine a mano armata. Durante la carcerazione accetta la proposta di Toscano di entrare a far parte della neonata banda ricevendo, ancora tra le sbarre, una stecca di trecentomila lire alla settimana.
- Libero Mancone detto Maesano. Primo arresto nel 1970 per furto aggravato, anche lui coinvolto nella banda da Selis.
- Gianni Travaglini detto Er Capoccione. Gestore di una stentata attività di commercio d'auto che, una volta diventate più floride le situazioni economiche del gruppo di Acilia, ha immediatamente un notevole incremento grazie ai prestiti e agli acquisti di auto dei componenti della banda. Ne diviene il fornitore ufficiale, fornendo assistenza logistica (auto ai familiari dei detenuti per recarsi ai colloqui, auto blindate all'occorrenza) e garantendo così libertà di movimento, riducendo i pericoli di controllo e di individuazione, perché non effettua i passaggi di proprietà. Inoltre, disponendo di autorimessa, occulta talvolta mezzi predisposti o utilizzati per le operazioni.
- Roberto Frabetti, detto Er Ciccione. Titolare di una tintoria ad Acilia che gli consente di giustificare all'occorrenza la disponibilità di ragguardevoli somme di denaro liquido. Inizialmente opera come autista per conto di Mancone e, pur non partecipando mai ad azioni violente della banda, svolge attività di supporto, specie per quel che concerne gli aiuti ai detenuti e alle loro famiglie, di favoreggiamento ai latitanti e di custodia e trasferimento degli stupefacenti.
- Emidio Salomone. Cresce all'ombra di Vittorio Carnovale, e quando quest'ultimo è ucciso si impadronisce del traffico di stupefacenti, del gioco clandestino e dell'usura nel quadrante di Ostia.
- Bruno Tosoni, detto Er Capoccione. Gestisce l'usura per conto del gruppo.

### Gruppo di Testaccio

#### Fazione Testaccio-Trastevere
- Franco Giuseppucci, detto Er Fornaretto e poi Er Negro. Buttafuori in una bisca clandestina a Ostia, grande appassionato di scommesse e assiduo frequentatore di ippodromi e sale corsa romane, muove i primi passi nel mondo della mala a capo di una batteria di criminali del Trullo dedita soprattutto a furti e rapine. Fascista convinto e tramite del gruppo con gli esponenti dell'eversione nera e dello spontaneismo armato dei Nuclei Armati Rivoluzionari. È il primo a percepire la possibilità di unificare operativamente la frastagliata realtà della criminalità romana.
- Enrico De Pedis, detto Renatino. Nasce come scippatore per poi passare, molto presto, alle rapine legandosi a una batteria di malavitosi dell'Alberone. Nel 1977 viene arrestato, uscendo di prigione tre anni dopo. Rappresenta il lato "imprenditoriale" della banda, nel tentativo di smarcamento dal crimine di strada per potersi sedere ai tavoli del potere, grazie anche ai suoi legami con i poteri occulti, il mondo del riciclaggio e i servizi segreti
- Danilo Abbruciati, detto Er Camaleonte. Figlio di Otello Abbruciati, si lega prima a una batteria di rapinatori (la Gang dei Camaleonti) specializzata in furti nelle abitazioni, per poi entrare nel giro delle bische clandestine controllate dal Clan dei marsigliesi di Albert Bergamelli. È uno dei leader del nucleo storico della banda, cui porta in dote la sua conoscenza con Giuseppe Calò, "ambasciatore" di Cosa nostra a Roma e boss del clan palermitano di Porta Nuova, e dalla quale, tuttavia, mantiene sempre una certa indipendenza, coltivando rapporti di collaborazione con politici corrotti, estremisti di destra, mafiosi, spie e massoni
- Raffaele Pernasetti, detto Er Palletta. Da giovane lavora come commerciante di frattaglie all'ingrosso, prima di fare il proprio ingresso nel crimine organizzato, introdotto da De Pedis, di cui diviene in breve uomo di fiducia e spietatissimo "braccio armato".
- Ettore Maragnoli, detto Er Fuciliere. Truffatore e usuraio, si inserisce nella banda dove opera nel settore della gestione del racket del gioco d'azzardo, del prestito a usura e dei videopoker
- Andrea Buonpadre, attivo come criminale sin dai primi anni '70 come collaboratore di Maffeo Bellicini, fa da tramite tra la banda, Cosa Nostra e il Terrorismo nero.
- Paolo Frau, detto Paoletto. Nato a Roma ma sempre vissuto ad Ostia, con precedenti per detenzione di sostanze stupefacenti, opera come guardaspalle di Renatino De Pedis. Comincia a gravitare intorno alla banda poco prima dell'omicidio di Giuseppucci e gestisce per lui il commercio di droga sul litorale romano.
- Sergio Virtù, noto scippatore nel quartiere Appio-Latino, divenne complice ed autista di Enrico De Pedis.
- Angelo Cassani, detto Ciletto. Amico dei fratelli Zumpano che lo presentano alla banda, cui si unisce a tutti gli effetti nel 1981 in occasione dell'omicidio di Roberto Faina, commesso dallo stesso Ciletto e da Giorgio Paradisi. Anch'egli si occupa del commercio di cocaina nelle zone di Testaccio e Trastevere.
- Libero Angelico, detto Rufetto. Collaboratore e amico di Angelo Cassani, è noto per un suo coinvolgimento nella sparizione di Emanuela Orlandi
- Giuseppe Scimone. Amico di Ettore Maragnoli, era specializzato in maxi rapine e spaccio di sostanze stupefacenti. Morì nel 2007.
- Amleto Fabiani, detto Er Voto. Arrestato nel 1979 con l'accusa di sequestro di persona, venne poi scagionato. Venne ucciso nel 1980, probabilmente da Enrico De Pedis e Danilo Abbruciati, a causa della faida interna al gruppo Testaccio.
- Giorgio Paradisi, detto Er Capece. Omportante spacciatore e ladro di automobili, venne condannato a 20 anni nel 1995, con l'accusa di sequestro di persona nei confronti di Massimiliano Grazioli Lante della Rovere. Muore nel 2006 a Napoli.
- Francesco Zumpano, detto Franco, spacciatore nelle zone di Testaccio e Marconi.
- Domenico Zumpano, detto Mimmo il Biondo, fratello di Francesco, anch'egli spacciatore, è morto nel 1997, in seguito ad una crisi epilettica.
- Luciano Mancini, detto Er Principe, deceduto il 3 gennaio 2024 all'età di 88 anni.

#### Fazione Garbatella-Valco San Paolo
- Maurizio Massaria, detto Rospetto, iniziò la propria attività criminale in una batteria dell'Alberone, ed entrò nella banda nel 1978, in seguito all'omicidio di Franco Nicolini. Morì in Croazia nel 1998, dov'era latitante.
- Manlio Vitale, detto Er Gnappa, attivo dapprima nel gruppo di Gianfranco Urbani come rapinatore, si legò in particolare a Maurizio Massaria e ad Enrico Mariotti. Dopo essere sfuggito per diversi anni all'arresto, venne catturato dalle forze dell'ordine nel 2010, mentre nel 2013 viene coinvolto nell'inchiesta Mafia Capitale.
- Massimo Barbieri, dapprima criminale nel gruppo del boss Tiberio Cason, è noto per i suoi aspri contrasti con Danilo Abbruciati, il quale, insieme a De Pedis, lo ucciderà, il 19 gennaio 1982.
- Umberto Morzilli, arrestato per la prima volta nel 1983 con l'accusa di furto, venne scagionato l'anno successivo. Venne poi nuovamente catturato nell'ambito di un'inchiesta sullo spaccio di sostanze stupefacenti nella capitale. Verrà poi ucciso nel 2007.
- Antonio Chichiarelli, detto Tony, è suo il comunicato n.7 riguardante il caso Moro, nonché, nel 1983, fu a capo di una maxi rapina alla Brink's Company di Roma. Venne poi ucciso nel 1984, ma i colpevoli non vennero mai trovati.
- Fausto Pellegrinetti, parte nel nucleo originario della banda, noto come abile rapinatore. Nel 1979 venne accusato di aver progettato un attentato ai danni del giudice Ferdinando Imposimato. Condannato in via definitiva nel 1998, si diede alla latitanza; viene arrestato nel 2018 in Spagna.
- Enrico Mariotti, latitante dal 1996 a Londra, venne arrestato e condannato nel 2007.

## Personalità

### Componenti principali
- Maurizio Abbatino - Arrestato il 24 gennaio 1992 a Caracas, pochi giorni dopo la sua estradizione in Italia, decise di intraprendere un percorso di collaborazione con la giustizia.[198] Attualmente sta scontando la detenzione in regime di arresti domiciliari, in una località protetta.
- Danilo Abbruciati - Ucciso il 27 aprile 1982 a Milano, da una guardia giurata mentre, a bordo di una moto guidata da un complice, tentava la fuga dopo un fallito attentato ai danni del vice presidente del Banco Ambrosiano, Roberto Rosone.[199]
- Angelo Angelotti - Ucciso il 28 aprile 2012 a Spinaceto, durante un tentativo di rapina organizzato assieme ad altri due complici ai danni di un furgone portavalori. Durante il conflitto a fuoco venne freddato da un colpo di pistola da parte di uno dei gioiellieri.[200]
- Giuseppe Carnovale - Deceduto nel 1992 per cause naturali.
- Vittorio Carnovale - Dopo l'arresto, avvenuto nel 1993, decise di diventare collaboratore di giustizia. Nel maxiprocesso che vide alla sbarra l'intera banda venne accusato di 7 omicidi e condannato a 10 anni di reclusione. Attualmente è libero.[201]
- Angelo Cassani - Indagato nell'ambito dell'inchiesta della sparizione di Emanuela Orlandi. Attualmente è libero.[202]
- Marcello Colafigli - Condannato all'ergastolo per tre omicidi, detenuto in un manicomio criminale[203], è stato di nuovo arrestato il 4 giugno 2024 in stato di semilibertà per traffico internazionale di stupefacenti[185].
- Renzo Danesi - Ha finito di scontare la sua pena nel 2015.
- Angelo De Angelis - Ucciso il 10 febbraio 1983.
- Enrico De Pedis - Ucciso il 2 febbraio 1990 a Campo de' Fiori a Roma.
- Roberto Fittirillo - Attualmente detenuto presso il carcere di Frosinone dal 4 novembre 2020 dopo essere stato arrestato nell operazione denominata "Magliana fenix".l'ultima assoluzione risale al 12 ottobre 2007 per prescrizione e comportamento irreprensibile.
- Paolo Frau - Ucciso il 18 ottobre 2002 in via Francesco Grenet ad Ostia Lido.
- Giovanni Girlando - Ucciso nel maggio 1990 nella Pineta di Castel Porziano.
- Franco Giuseppucci - Ucciso il 13 settembre 1980 in Piazza San Cosimato a Trastevere a Roma dai fratelli Proietti
- Antonio Leccese - Ucciso il 3 febbraio 1981 a Roma.
- Fulvio Lucioli - Collaboratore di giustizia, attualmente libero.
- Antonio Mancini - Attualmente sta scontando la detenzione in regime di arresti domiciliari. Da qualche anno presta servizio volontario di assistenza a ragazzi disabili.
- Giuseppe Magliolo - Ucciso il 24 novembre 1981 a Ostia.
- Libero Mancone - Deceduto l'8 giugno 1991 in un incidente stradale con la sua moto.
- Enzo Mastropietro - Arrestato a Ibiza, il 14 luglio 1999, è attualmente detenuto.
- Umberto Morzilli - Ucciso il 29 febbraio 2008 in piazza delle Camelie a Roma.
- Enrico Nicoletti - Deceduto il 5 dicembre 2020 in una clinica romana per gravi problemi di salute.
- Giorgio Paradisi - Deceduto a Napoli il 28 novembre 2006 a causa di un tumore.
- Raffaele Pernasetti - Attualmente sta scontando la detenzione in regime di semilibertà per decisione dei giudici di sorveglianza di Firenze, che nel novembre 2012 hanno concluso per la sua non pericolosità e concesso un graduale reinserimento sociale. Lavora di giorno come cuoco nel ristorante di proprietà del fratello a Testaccio.
- Emidio Salomone - Ucciso il 4 giugno 2009 ad Acilia.
- Nicolino Selis - Ucciso il 3 febbraio 1981, il suo corpo non fu mai ritrovato.
- Claudio Sicilia - detto Il Vesuviano. Ucciso il 18 novembre 1991 in via Andrea Mantegna a Roma.
- Edoardo Toscano - Ucciso il 16 marzo 1989 a Ostia.
- Gianfranco Urbani - Deceduto il 18 maggio 2014 in una clinica di Latina, dove era ricoverato allo stadio terminale di una grave malattia.
- Claudio Vannicola - Ucciso il 23 febbraio 1982.
- Manlio Vitale - Arrestato nuovamente il 4 ottobre 2010 per tentata rapina ad una banca di Caserta. Il 15 marzo 2016 viene arrestato di nuovo con l'accusa di essere a capo di un'organizzazione criminale dedita alle rapine in abitazioni.
- Sergio Virtù - Arrestato nuovamente il 9 marzo 2010 per reati di truffa e indagato nell'ambito dell'inchiesta sulla scomparsa di Emanuela Orlandi. Attualmente è detenuto nel carcere di Regina Coeli.
- Domenico Zumpano - Deceduto il 4 febbraio 1997 cadendo dalle scale di casa durante una crisi epilettica.

## Filmografia

### Cinema
- I banchieri di Dio - Il caso Calvi, regia di Giuseppe Ferrara (2002)
- Fatti della banda della Magliana, regia di Daniele Costantini (2004)
- Romanzo criminale, regia di Michele Placido (2005)
- 5 (Cinque), regia di Francesco Maria Dominedò (2011)
- Suburra, regia di Stefano Sollima (2015)
- La verità sta in cielo, regia di Roberto Faenza (2016)
- Non ci resta che il crimine, regia di Massimiliano Bruno (2019)
- Adagio, regia di Stefano Sollima (2023)

### Televisione
- Blu notte - Misteri italiani – programma TV, puntata 6x08 (2004)
- Vite a perdere, regia di Paolo Bianchini – miniserie TV (2004)
- Romanzo criminale - La serie – serie TV (2008-2010)
- La Banda della Magliana - La vera storia – documentario (2012)
- Il sistema – serie TV (2016)
- Suburra - La serie – serie TV (2017-2020)